# Dragon Ball Super-afsnit
Dragon Ball Super er en japansk animeserie produceret af Toei Animation, som først blev sendt den 5. juli 2015 på Fuji TV Det er den første TV-serie i Dragon Ball-franchisen, som omhandler nye historier i over 18 år. Serien begynder ved at genfortælle begivenhederne i de 2 forrige Dragon Ball Z-film, Battle of Gods og Resurrection 'F', som selv foregår 10 år efter "Majin Bøh"-sagaen. Serien blev efterfulgt af 2 film, Dragon Ball Super: Broly (2018) and Dragon Ball Super: Super Hero (2022).
Da Danmarks Radio i foråret 2024 skrev en artikel om, at Akira Toriyama var gået bort, annoncerede de i samme anledning, at de havde købt rettighederne til at vise Dragon Ball Super, hvilket de havde tænkt sig at gøre i efteråret. Det var dog først den 17. oktober 2024, at det fra Troldspejlets Facebook-side blev annonceret, at de første 27 afsnit ville blive udgivet med dansk tale den følgende dag på DRTV. Ved samme lejlighed delte de et klip fra de første afsnit, som bekræftede at Caspar Phillipson genoptog rollen som Son-Goku.

## Serieoversigt
I Japan og USA blev Dragon Ball Super sendt kontinuerligt året rundt uden pause, hvor at den i Danmark først blev streamet online i dansk versionering på DRTV, hvor de første 27 afsnit blev udgivet samtidigt i oktober 2024, hvorefter det næste 49 afsnit blev udgivet ugentligt i foråret og sommeren 2025 med 3 afsnit hver dag; Det er p.t. uvist om eller hvornår de resterende afsnit vil blive udgivet på dansk. "Arkene" i denne liste opdeler serien i historieark ifølge Toei Animations egen promotionelle materiale og reflekterer ikke hvordan serien blev sendt eller produceret. 
| Sæson | Sæson                               | Afsnit | Afsnit | Oprindelig sendt i Japan | Oprindelig sendt i Japan |
| Sæson | Sæson                               | Afsnit | Afsnit | Start                    | Slut                     |
| ----- | ----------------------------------- | ------ | ------ | ------------------------ | ------------------------ |
|       | Udsletterguden Beerus               | 18     | 18     | 15. november 2015        | 17. januar 2016          |
|       | Gyldne Freezer                      | 9      | 9      | 24. januar 2016          | 5. juni 2016             |
|       | Det Sjette Univers og Vejita-kopien | 19     | 19     | 24. januar 2016          | 5. juni 2016             |
|       | Fremtids-Trunks                     | 30     | 30     | 12. juni 2016            | 29. januar 2017          |
|       | Universernes Overlevelse            | 55     | 55     | 5. februar 2017          | 25. marts 2018           |

## Afsnit

### Sæson 1: Sagaen om Udsletterguden Beerus (2015)
| Nr. i serie | Nr. i sæson | Dansk titel Japansk titel | Japansk visning    | Dansk visning    |
| --- | ----------- | --- | ------------------ | ---------------- |
| 1 | 1           | "Fredsprisen. Hvem får de 100.000.000 zeni?" "Heiwa no hōshū – ichioku Zenī wa dare no te ni!?" (平和の報酬 1億ゼニーは誰の手に!?)                                                                  | 5. juli 2015       | 18. oktober 2024 |
| 4 år er gået siden freden er vendt tilbage til jorden efter Dæmonen Bøhs nederlag, og Chichi tvinger Son-Goku til at arbejde som landmand. Son-Goten og hans ven Trunks leder efter en gave til sin svigerinde Videl, som skal giftes med hans storebror, Son-Gohan. Da de ikke har råd til smykker eller makeup, beslutter de sig for at finde en varm kilde ude i skoven for at komme noget mineralvand på flaske i stedet. Mens de er der, bliver de angrebet af en kæmpestor slange, som de formår at skræmme væk. Senere besøger Mr. Satan Son-Goku for at give ham de 100 millioner zeni, som han modtog for sin angivelige rolle i at have reddet jorden fra Bøh. Son-Goku giver pengene til Chichi, så hun vil lade ham træne. Et sted langt væk i rummet vågner Udsletteren Beerus op fra en drøm om en bemærkelsesværdig modstander og beder sin assistent, Wisu, om at finde frem til hvem denne person er. |             | |                    |                  |
| 2 | 2           | "Til det forjættede ferieparadis! Vejita tager på familietur" "Yakusoku no rizōto e! Bejīta ga kazoku ryokō!?" (約束のリゾートへ! ベジータが家族旅行!?)                                             | 12. juli 2015      | 18. oktober 2024 |
| Som Son-Goku tager til Mester Kaios planet for at træne, tager Vejita, Bulma og Trunks på en familierejse til et ferieophold. Bulma og Trunks nyder deres familietid sammen, mens Vejita er irriteret over, at Son-Goku bliver trænet. Vejita, som er træt af dét, som han ser som spild af ted, flyver bort og tager tilbage til Capsule Corporation for at træne. Et sted ude i rummet endevender Beerus og Wisu en planet i søgen på dinosauruskød. De konfronteres af planetens stærkeste beboer, som Beerus overvælder inden han udsletter planeten uden besvær. Samtidigt får Beerus et syn om sin skæbnesvangre modstander – super-saiyajin-guden. |             | |                    |                  |
| 3 | 3           | "Hvor er resten af drømmen? Find super-saiyajin-guden!" "Yume no tsuzuki wa doko da!? Sūpā Saiya-jin Goddo o sagase!" (夢の続きはどこだ!? 超サイヤ人ゴッドを探せ!)                                  | 19. juli 2015      | 18. oktober 2024 |
| Den Ældste Kaio og Kaibito—som frygter for hvad der kunne ske, nu hvor Beerus er vågen—opfordrer Mester Kaio til at holde Son-Goku fra at opdage Udsletteren eksistens, men Son-Goku overhører deres samtale og bliver nysgerrig. Tilbage i sit tempel fortsætte Beerus og Wisu deres søgen efter at finde super-saiyajin-guden. De lærer snart Son-Goku og hans bedrifter at kende, og de beslutter at tage et smut forbi ham og Mester Kaio. Samtidigt er Son-Gokus venner og familie ved at samles på et krydstogt tilbage på jorden for at fejre Bulmas fødselsdag, lige på nær Vejita, som stadig træner for at overgå Son-Goku som den stærkeste saiyajin. |             | |                    |                  |
| 4 | 4           | "Byd på dragekuglerne! Pilafs og slængets umulige mission" "Mezase Doragon Bōru! Pirafu ichimi no dai-sakusen!" (目指せドラゴンボール! ピラフ一味の大作戦!)                                         | 2. august 2015     | 18. oktober 2024 |
| Med alle gæster samlet på nær Son-Goku og Vejita er Bulmas fødselsdagsfest i gang. Trunks viser Son-Goten hvor hans mor har gemt bingo-turneringens store præmie: Dragekuglerne. Ikke langt fra skibet er Pilafs slæng—fattige og sultne—som forsøger at overleve, til de kan finde Dragekuglerne og få deres ønsker opfyldt. Da hans Dragekugle-radar opfanger et signal fra skibet, skynder Pilaf og kompagni sig ombord med hjælp fra Trunks og Son-Goten. Samtidigt forsøger Mester Kaio på sin planet at forklare Beerus over for Son-Goku som et modstykke til de Øverste Kaioer, der hjælper med at vedligeholde en universal balance. Lige som han bliver færdig, ankommer Beerus og Wisu. |             | |                    |                  |
| 5 | 5           | "Opgør på Mester Kaios planet! Son-Goku mod udsletteren Beerus" "Kaiō-sei no kessen! Gokū VS Hakaishin Birusu" (界王星の決戦! 悟空VS破壊神ビルス)                                                   | 9. august 2015     | 18. oktober 2024 |
| Beerus og Wisu ankommer til Mester Kaios planet og fornemmer Son-Gokus tilstedeværelse, og mens at Beerus til at starte med er skuffet over at Son-Goku ikke kender noget til nogen "super-saiyajin-gud", går han med til at prøve kræfter med Son-Goku i en træningskamp. Son-Goku forsøger at kæmpe i alle sine super-saiyajin-former, men Beerus besejrer ham med blot to slag. Beerus og Wisu drager mod jorden kort efter, mens Mester Kaio bruger sin telepati til at advare Vejita inden deres ankomst for at sikre, at Beerus ikke bliver gjort ilde til mode. |             | |                    |                  |
| 6 | 6           | "Gør ikke Udsletteren vred! en hjertebankende fødselsdagsfest" "Hakaishin o okoraseru na! Doki-doki tanjō pātī" (破壊神を怒らせるな! ドキドキ誕生パーティー)                                        | 16. august 2015    | 18. oktober 2024 |
| Beerus og Wisu ankommer til jorden under Bulmas fødselsdagsfest. Lammet af Beerus' tilstedeværelse, Vejita genkender ham som dén, der engang besøgte Planet Vejita og tvang hans far, Kong Vejita, ned på knæ. Bulma dukker op og antager at Beerus og Wisu er Vejitas venner og inviterer den til at deltage i festen, hvilket de med glæde accepterer, da jordens mad fascinerer dem. Selvom Vejita gør et bravt forsøg på at sikre, at Beerus bevarer roen, mens han og Wisu interagerer med de andre gæster, bliver Udsletteren vred over, at Bøh nægter at dele de resterende buddinger med ham, og han angriber Bøh for hans uforskammethed. |             | |                    |                  |
| 7 | 7           | "Hvor vover du at gøre det ved min Bulma? Vejitas vredesmetamorfose" "Yokumo ore no Buruma o! Bejīta ikari no totsuzenhen'i!?" (よくもオレのブルマを! ベジータ怒りの突然変異!?)                     | 23. august 2015    | 18. oktober 2024 |
| Beerus slår uden besvær Bøh væk og fortæller Vejita, at han ikke skal gå i vejen, som han forsøger at få Beerus til at falde ned. Trunks og Son-Goten fusionerer til Gotenks, blot for at blive overgået og derefter straffet af Beerus efter at have fornærmet hans besættelse af budding. Beerus besejrer derefter Piccolo, Tenshinhan og C-18, inden han støder sammen med Bøh igen. Mens han observerer kampen, indser Dende, hvad Beerus faktisk er, og han informerer med det samme Piccolo. Før Piccolo kan advare ham, forøger Son-Gohan sin kampkraft og farer mod Beerus, inden Udsletteren bruger Bøh som et våben og slår Son-Gohan ned, og kaster derefter Bøh til side. Vejita forsøger at stoppe det, men tvinges ned på jorden af Beerus, som udtrykker sin skuffelse over, at han er så svag som sin far. Lige som Beerus skal til at gøre det af med Vejita, træder Bulma frem og giver ham en lussing for at spolere hendes fest. Beerus giver igen i form af et slag med håndryggen, hvilket endelig får Vejita til at miste besindelsen, og han forvandler sig til super-saiyajin 2. |             | |                    |                  |
| 8 | 8           | "Son-Goku gør sin entré! En sidste chance fra Mester Beerus?" "Gokū kenzan! Birusu-sama kara no rasuto chansu!?" (悟空見参! ビルス様からのラストチャンス!?)                                         | 30. august 2015    | 18. oktober 2024 |
| Efter at have forvandlet sig til super-saiyajin 2 styrter Vejita mod Beerus, men han slås ud, som Udsletteren afslører, at han hidtil kun har brugt en brøkdel af sine kræfter. Mens at Pilafs slæng stikker af fra skibet med en stjålen redningsflåde, beslutter Beerus sig for at give jordboerne endnu en chance for at redde deres planet, og han vælger Oolong grundet hans lighed med Bøh til at spille sten, saks, papir for at bestemme jordens skæbne. Efter et par uafgjorte runder, vinder Beerus endelig og fortsætter med at forberede sit angreb. Lige som Beerus skal til at angribe, dukker Son-Goku op, og han anmoder Beerus om at udsætte det, da han er kommet på en idé til, hvordan de kan fremskaffe en super-saiyajin-gud: ved at hidkalde Shenlong. |             | |                    |                  |
| 9 | 9           | "Tak, fordi du venter, Mester Beerus. En super-saiyajin-gud bliver endelig født!" "O matase, Birusu-sama. Tsuini Sūpā Saiya-jin Goddo tanjō!" (お待たせ、ビルス様。 ついに超サイヤ人ゴッド誕生!)    | 6. september 2015  | 18. oktober 2024 |
| Son-Goku samler Dragekuglerne og hidkalder Shenlong, som forskrækkes da han opdager Beerus' tilstedeværelse. Shenlong forklarer hurtigt, at super-saiyajin-guden er en legendarisk forvandling, som er resultatet af et ritual, hvor seks godhjertede saiyajiner overfører deres egen styrke til en anden. Saiyajinerne forsøger at forvandler Son-Goku, men de fejler, da de mangler én saiyajin. Den utålmodige Beerus skal til at udslette planeten, da Videl træder frem og tilbyder at deltager i ritualet og afslører, at hun er gravid med Son-Gohans barn. Saiyajinerne og Videl forsøger forvandlingen endnu engang og formår at forvandle Son-Goku til en super-saiyajin-gud. |             | |                    |                  |
| 10 | 10          | "Vis os hvordan, Son-Goku! En supersaiyajinsk guds kræfter!" "Misero Gokū! Sūpā Saiya-jin Goddo no pawā!!" (見せろ悟空! 超サイヤ人ゴッドの力!!)                                                     | 13. september 2015 | 18. oktober 2024 |
| Super-saiyajin-god-Son-Goku konfronterer Beerus, forbløffet over de nye, umådelige kræfter, som hans krop nu besidder efter forvandlingen, som han gradvist vænner sig til sin ny form. Eftersom at Son-Goku ser ud til muligvis at være en værdig modstander alligevel, beslutter Beerus sig for at vise sin sande styrke og have en ægte kamp mellem guder. |             | |                    |                  |
| 11 | 11          | "Lad os bare fortsætte, Mester Beerus! Gudernes kamp!" "Tsudukeyō ze Birusu-sama! Kami to kami no tatakai o!" (続けようぜビルス様! 神と神の戦いを!)                                                 | 20. september 2015 | 18. oktober 2024 |
| Efter at have fået nogenlunde styr på sin super-saiyajin-gud-form, formår Son-Goku til at begynde med at holde trit med Beerus, inden han indser, at Udsletteren holder igen for at motivere Son-Goku til at indhente ham. For at opnår det hiver Beerus Son-Goku med ud i rummet, hvor hen hurtigt slår ham ud. Son-Goku kommer styrtende ned til jorden igen, hvor han lander i havet. Forundret over Beerus' styrke, forøger Son-Goku ivrigt sin kampstyrke, og healer sig derved. Villig til at forsøge igen, flyver Son-Goku ud af havet og styrter mod Beerus. |             | |                    |                  |
| 12 | 12          | "Bliver universet splintret? Sammenstød! Udsletteren mod supersaiyajin-guden!" "Uchū ga kudakeru!? Gekitotsu! Haikaishin VS Sūpā Saiya-jin Goddo!" (宇宙が砕ける!? 激突! 破壊神VS超サイヤ人ゴッド!) | 27. september 2015 | 18. oktober 2024 |
| Som Son-Goku og Beerus fortsætter med at kæmpe i rummet, viser det sig at deres slags sammenstød producerer chokbølger, som forårsager at universet er ved at gå fra hinanden. Den Ældste Kaio antager, at to slag til af den slags vil være nok til at udslette alt. Son-Goku formår dog at neutralisere deres tredje sammenstød ved at balancere Beerus' angreb med sit eget for at forhindre flere chokbølger i at blive produceret. Beerus lave en kæmpestor ki-bombe, som han bruger mod Son-Goku, der slår tilbage med et kamehameha. |             | |                    |                  |
| 13 | 13          | "Son-Goku, overgår supersaiyajin-gud!" "Gokū yo, Sūpā Saiya-jin Goddo o koete ike!" (悟空よ、超サイヤ人ゴッドを越えて行け!)                                                                         | 4. oktober 2015    | 18. oktober 2024 |
| De Øverste Kaioer er overraskede over, at universet stadig er intakt efter slaget, hvilket den Ældste Kaio antager er Beerus' gøren, og han frygter, at der er endnu værre på vej. På jorden observerer Vejita, Wisu og de andre stadig kampen. Wisu er ganske imponeret over super-saiyajin-gudens kræfter. I rummet kæmper Son-Goku for at holde trit med Beerus' angreb, som endegyldigt slutter i en kæmpe eksplosion, der truer universets fortsatte eksistens, inden Beerus bruger sin fulde styrke til at afværge det, hvilket Mr. Satan tager æren for, da hans PR-team ringer til ham. Son-Goku og Beerus fortsætter med at kæmpe efter at Udsletteren fortæller saiyajinen, at han har nået sin grænse. Son-Goku forvandler sig tilbage til en super-saiyajin, efter han har tabt sin guddommelighed. Son-Goku, der indser ikke, at han har mistet sine super-saiyajin-gud-kræfter for altid, indtil efterfølgende, formår at lande et slag på Beerus, som tænker at hans modstander stadig kan kæmpe på lige fod. |             | |                    |                  |
| 14 | 14          | "Det er alle de kræfter, jeg har! En afgørelse mellem guder!" "Kore ga ora no arittake no chikarada! Ketchaku! Kami to kami" (これがオラのありったけの力だ! 決着! 神と神)                           | 11. oktober 2015   | 18. oktober 2024 |
| Som han fortsætter med at kæmpe, trods at være begrænset til sin super-saiyajin-form, bliver Son-Goku slået ud af Beerus. Med Son-Goku slået ud, forbereder Beerus sig på at udslette jorden. I et sidste forsøg på at stoppe Beerus, forøger Son-Goku atter en gang sin styrke og forbereder et kamehameha. Son-Goku formår at forhindre Beerus' angreb, men udtømmer sine sidste kræfter i processen. Han styrter ned mod Bulmas skib, hvor Vejita formår at gribe ham. Beerus lander på planeten kort efter for at ære sit løfte om at udslette jorden, hvis han vandt, blot for at pludseligt at lade som om han faldt i søvn, da han indser, at ritualet blot låste op for Son-Gokus skjulte potentiale, men samtidigt ikke ønske at indrømme, at han er tilfreds med at have fundet en værdig modstander, samt gerne at ville smage mere af jordens mad. Nu hvor jorden endelig er sikker igen, beslutter Son-Goku sig for at slappe af og nyde festen. |             | |                    |                  |
| 15 | 15          | "Brave Mr. Satan. Gør et mirakel! En trussel fra det ydre rum!" "Yūsha Satan yo kiseki o okose! Uchū kara no chōsenjō!!" (勇者サタンよ奇跡を起こせ! 宇宙からの挑戦状!!)                             | 18. oktober 2015   | 18. oktober 2024 |
| Nu hvor Jorden ikke længere er i fare, vender Son-Goku og de andre tilbage til deres sædvanlige liv. Son-Goku ender med at arbejde som landmand atter engang, da Chichi afslører, at hun har brugt størstedlene af de 100 millioner zeni de modtog fra Mr. Satan , og insisterer på at Son-Goku skal være en god rollemodel for hans kommende barnebarn. Samtidigt går Mr. Satans selvpromovering som dén, der besejrede Beerus, galt, da ambassadører fra planeten Snack ankommer for at give deres tak, inden at deres mester udfordrer Mr. Satan. Efter han ikke at have kunnet få fat på Son-Gohan og de andre for at få hjælp, prøver Mr. Satan at skaffe sig Son-Gokus hjælp, som han ankommer til stedet. Son-Goku er tvunget til at stikke af, da Chichi spotter ham i kampringen, hvilket tvinger Mr. Satan til at håndtere kampen selv for at bevare sit image. Det viser sig dog, at rumvæsnerne, der havde tænkt sig at overtage jorden, er bange for hunde, og de stikker af, da de ser Mr. Satans hund. |             | |                    |                  |
| 16 | 16          | "Bliver Vejita elev? Overvind Wisu!" "Bejīta ga deshi'iri!? Uisu o kōryakuse yo!" (ベジータが弟子入り!? ウイスを攻略せよ!)                                                                          | 25. oktober 2015   | 18. oktober 2024 |
| Chichi får stadig Son-Goku til at lave landmandsarbejde, hvor Kuririn finder ham sovende på arbejdet, overrasket over at han ikke er taget af sted for at træne med Mester Kaio. Efter at mindes deres barndom, hvor de trænede under Kame-Sennin sammen, Kuririn beder Son-Goku om at slå ham, for at lære forskellen på deres styrke at kende. En tøvende Son-Goku prøver at få Kuririn til at ombestemme sig, inden han giver sig og Kuririn bliver sendt flyvende over en lang distance med et enkelt slag, hvor han kolliderer med en kampesten. Kort efter bringer Son-Goku Kuririn til hans hus, hvor C-18 behandler hans sår. Kuririn nævner, at han savner kampsport, og ønsker at starte sin træning igen. Samtidigt vender Vejita tilbage til Capsule Corp efter at have trænet i ødemarken, og han lærer at Bulma har haft middage sammen med Wisu for at vise ham jordens mad, for at holde Beerus fra at udslette jorden i fremtiden. Da Vejita lærer, at Wisu er Beerus' kampinstruktør, anmoder han om at blive hans elev ved at tilbyde Wisu jordens lækreste mad. Efter adskillige fiaskoer imponerer Vejita endelig Wisu med Bulmas personlige mærke af minutnudler. Efter at Bulma giver ham en ny kampdragt, tager Vejita af sted med Wisu for at træne på Beerus' planet. |             | |                    |                  |
| 17 | 17          | "Pan bliver født! Og Son-Goku tager på træningsrejse?" "Pan tanjō! Soshite Gokū wa shugyō no tabi he!?" (パン誕生! そして悟空は修行の旅へ!?)                                                        | 1. november 2015   | 18. oktober 2024 |
| Pan er blevet født, og Chichi nægter at lade sit barnebarn ende som en kampsportsfanatiker som Son-Goku. Mens alle forsøger at overtale Chichi til at ændre mening, afslører Bulma ved et uheld over for Son-Goku, at Vejita de sidste seks måneder har trænet under Wisu. Efter noget tid, hvor Son-Goku gentagende gange har spurgt ind til, om Wisu er vendt tilbage, giver Bulma ham en telefon, så han kan holde op med at genere hende. Han tager straks til Wisu under hans næste besøg hos Bulma, så snart han får hendes opkald, og Wisu accepterer Son-Gokus bøn om at blive oplært, og tænker at det er det perfekte tidspunkt for Son-Goku at slutte sig til Vejita i hans træning. Lige som de to skal til at tage af sted, opdager Chichi gennem Son-Gohan, at Son-Goku har tager af sted, og forsøger at stoppe ham. Son-Goku tager dog stadig med Wisu, og selvom hun er knust over, at han er taget af sted, er Chichi stadig sikker på, at han vil vende tilbage før eller siden. |             | |                    |                  |
| 18 | 18          | "Jeg er her også! Træningen fortsætter i Beerus' verden!" "Ora mo kita zo! Birusu-sei de shugyō kaishi da!" (オラも来たぞ! ビルス星で修行開始だ!)                                                   | 8. november 2015   | 18. oktober 2024 |
| Son-Goku og Wisu ankommer til Wisus planet, hvor Vejita har fået husarbejde til opgave. Son-Goku er overrasket over at lære, at Vejita er betydeligt stærkere under Wisus træning. Son-Goku ønsker at begynde sin træning med det samme, men erfarer at han og Vejita først må udføre huspligter, hvilket inkluderer at skifte Beerus' sengelagner uden at vække ham. Som den faktiske træning begynder, tager det hurtigt på Son-Goku, hvor han falder i søvn, mens Vejita fortsætter. Den næste dag beslutter Wisu sig for at have en træningskamp med hans to elever, for at kunne evaluere deres hastighed. Det viser sig, at de to ikke har en chance over for Wisu, og de er begge for langsomme til at lande et enkelt slag på deres læremester. Et sted ude i rummet blive de tilbageværende soldater af Freezers hær anført af Sorbet. De fortsætter deres forsøg på at genoplive deres leder. Ikke langt derfra har mystiske væsner, der minder om Beerus og Wisu, udslettet en planet i søgen på et eller andet. |             | |                    |                  |

### Sæson 2: Sagaen om Gyldne Freezer (2015–16)
| Nr. i serie | Nr. i sæson | Dansk titel Japansk titel | Japansk visning   | Dansk visning    |
| --- | ----------- | --- | ----------------- | ---------------- |
| 19 | 1           | "Fortvivlelsens genopstandelse! Den onde kejser Freezer vender tilbage!" "Zetsubō futatabi! Aku no teiō Furīza no fukkatsu!" (絶望ふたたび! 悪の帝王・フリーザの復活!)                        | 15. november 2015 | 18. oktober 2024 |
| Son-Goku og Vejita fortsætter deres træning under Wisu på Beerus' planet. Samtidigt er Sorbet ikke i stand til at finde namekianernes nye hjem, og derfor tager han og hans nye assistent til jorden for at bruge dens Dragekugler i stedet for at genoplive deres leder, Freezer. De støder in i Pilafs slæng, der havde samlet alle syv Dragekugler lige inden de ankom. Sorbet tvinger Pilaf til at hidkalde Shenlong, som forklarer, at det ville være nyttesløst at genoplive Freezer, da Trunks fra fremtiden skar ham i småstykker, da han slog ham ihjel. Sorbet insisterer, efter at Tagoma foreslår at bruge deres avancerede healingsteknologi til at genoprette Freezer's krop; de to samle Freezer's stykker og vender tilbage til deres skib, som Mai og Shu bruger de resterende ønsker. Freezer er fuldstændigt regenereret kort tid efter. |             | |                   |                  |
| 20 | 2           | "En advarsel fra Jaco! Freezer og 1000 soldater rykker nærmere!" "Jako kara no keikoku! Semari kuru Furīza to 1000-ri no heishi-tachi!" (ジャコからの警告! 迫り来るフリーザと1000人の兵士達)  | 22. november 2015 | 18. oktober 2024 |
| Efter at være kommet sig og have afsløret sin forfærdelige tid i helvede ønsker Freezer at tage hævn på Son-Goku og Trunks fra fremtiden. Tagoma modsiger sig Freezers plan, men Freezer underkuer ham med det samme. Da Freezer finder ud af, at Son-Goku er blevet stærkere siden de sidst mødtes, beslutter han sig for at træne for den første gang i sit liv, for at blive endnu stærkere. Siden Freezers styrke er medfødt, siger han, at han aldrig har følt trang til at træne i hele sit liv indtil nu. Der går fire måneder, inden Freezer og hans hær tager mod jorden. Samtidigt fortsætter Son-Goku og Vejita deres trænning under Wisu. Jaco den Galaktiske Elitebetjent rejser mod jorden for at informere Bulma om at Freezer er blevet genoplivet og nærmer sig jorden med en hær på 1000 soldater. Med Freezers styrker på vej, samler Bulma de resterende Z-krigere for at kæmpe med Freezer og hans hær i håbet om, at de kan holde dem tilbage længe nok, til at Son-Goku og Vejita kan nå tilbage til jorden. |             | |                   |                  |
| 21 | 3           | "Hævnen begynder! Freezer-lommandoens vrede rammer Son-Gohan" "Fukushū no hajimari! Furīza-gun no akuiga satoshi Gohan outsu!" (復讐の始まり! フリーザ軍の悪意が悟飯を撃つ!)                  | 29. november 2015 | 18. oktober 2024 |
| Freezer og hans hær ankommer til jorden, hvor Son-Gohan, Piccolo, Kuririn, Kame-Sennin og Jaco er samlet for at hold stand, til Son-Goku og Vejita vender tilbage. Freezer siger, at han har ventet længe på at fæ sin hævn, og at han ønsker at slås med Son-Goku. Eftersom at Son-Goku ikke er tilstede, beordrer Freezer sin hær til at angribe jordboerne, og de viser sig ikke at kunne hamle op med Z-krigerne–selv Kuririn, der havde opgivet at kæmpe. Skuffet over sin mangelfulde hær beordrer Freezer Sorbet til at sende sin elitesoldat Shisami (シサミ) ud for at besejre Son-Gohan. Pludselig affyrer Tagoma en stråle mod Shisami og Son-Gohan, hvilket dræber den førstnævnte og efterlader den sidstnævnte hårdt såret. Sorbet er overrasket over Tagomas nyfundne styrke, som han har opnået ved at være Freezers boksepude. Freezer lover Tagoma at blive kommandør over hans hær, hvis han kan besejre jordboerne. Han accepterer og gør sig klar på at kæmpe mod dem. Samtidigt er Son-Goku og Vejita ubevidste om, hvad der sker på jorden, da Wisu sender dem til at træne i en lommedimension efter Beerus' befaling. |             | |                   |                  |
| 22 | 4           | "Forandring! En uventet tilbagevenden. Hans navn er Ginyu!" "Chēnji! Masaka no fukkatsu! Sono na wa Ginyū!!" (チェーンジ! まさかの復活! その名はギニュー!!)                                   | 6. december 2015  | 18. oktober 2024 |
| Tagomas forøger sin kampkræft, og nærmer sig selvsikkert sine modstandere. Piccolo bliver med det samme overvældet. Son-Gohan affyrer et skud mod Tagoma, som for ham til at flyve en god distance tilbage. Som støvet lægger sig, afslører Tagoma, at han er uskadt, og han praler med, at den skade det forvoldte ham at træne med Freezer har gjort ham uskadelig. Gotenks ankommer pludseligt og give Tagoma et hovedstød under bæltestedet, inden de splitter ud i Son-Goten og Trunks igen. Freezer antager, at Trunks er Fremtids-Trunks' søn. I det øjeblik udnytter Kommandant Ginyu Tagomas midlertidige svaghed til at bytte krop med ham. Efter at have brokket sig over det, som han har været igennem, vænner Ginyu sig hurtigt til sin nye krops enorme kræfter og overvælder alle samtidigt. Bulma, Trunks og Son-Goten forsøger at kontakte Wisu, hvilket forvirrer Jaco. Mens han kæmper mod Son-Gohan, lader Ginyu til at have overhånden, indtil Son-Gohan forvandler sig til super-saiyajin. Da Son-Gohan viser Ginyu nåde, bliver Freezer rasende, og forklarer at Son-Gohans nåde minder ham om, hvordan Son-Goku viste ham nåde, og affyrer adskillige stråler mod Son-Gohan. Inden Freezer kan dræber ham, springer Piccolo Son-Gohan til undsætning. |             | |                   |                  |
| 23 | 5           | "Jorden! Son-Gohan! Begge er ude i tovene! Skynd dig herhen, Son-Goku!" "Chikyū ga! Gohan ga! Zettaizetsumei! Hayaku kite kure Son Gokū!!" (地球が! 悟飯が! 絶体絶命! 早く来てくれ孫悟空!!)   | 13. december 2015 | 18. oktober 2024 |
| Piccolo tager imod Freezers angreb for at redde Son-Gohan, hvorved han dør. På Beerus' planet er Beerus blevet besat af Pizza og blevet rasende over at lære, at Son-Goku og Vejita har spist Wisus lager af dem, som han havde i lommedimensionen. Wisu svarer telebatisk på Bulmas invitation til at spise jordbæris, og han overleverer hendes besked om at Freezers genopstandelse og Piccolos død til Son-Goku og Vejita. Da Wisu forklarer, at det vil tage noget tid at nå til jorden, gør Son-Goku brug af sin teleportering, efter at Beerus foreslog det, men indser at teleportering ikke er muligt grundet den store distance mellem jorden og Beerus' planet, da han har brug for en stærk nok energisignatur for at lokalisere den. På jorden forøger Son-Gohan sin kampkraft til han når grænsen for at give sin far en energikilde, han kan låse sig fast på. Son-Goku og Vejita ankommer til jorden lige i tide til at redde Son-Gohan, og Vejita henretter prompte Ginyu. Som Son-Goku og Freezer mødes efter så lang tid, forvandler Freezer sig direkte til sin endelige form for at demonstrere sin nye styrke. Dette resulterer i alle hans mænds død, på nær Sorbet, som er en ganske stor afstand væk. Med forvirring of Freezers nye kraft gør Son-Goku sig klar til at slås. |             | |                   |                  |
| 24 | 6           | "Sammenstød! Freezer mod Son-Goku. Dette er resultatet af min træning!" "Gekitotsu! Furīza VS Son Gokū; Kore ga ora no shugyō no seikada!" (激突! フリーザVS孫悟空 これがオラの修行の成果だ!) | 20. december 2015 | 18. oktober 2024 |
| Kampen mellem Son-Goku og Freezer går i gang. De kæmper på lige fod, og ingen af dem kan forvolde den anden betydelig skade. Freezer tyer til at angribe Kuririn og Bulma. Son-Goku forsøger at redde dem, men bliver overrasket, da Freezer lander flere slag på ham. Da Vejita bliver utålmodig over kæmpernes konstante snak og tilbageholdenhed, blander Vejita sig i kampen. Son-Goku tager Vejitas kritik til hjerte og overbeviser Freezer om at forøge deres kampkraft til det højeste. Da Freezer siger at Son-Goku skal viser ham sin fulde styrke, forvandler Son-Goku sig til sine nye udgave af super-saiyajin-gud: super-saiyajin blå. |             | |                   |                  |
| 25 | 7           | "En kamp i højeste gear! Den hævngerrige gyldne Freezer!" "Zenkai Batoru! Fukushū no Gōruden Furīza" (全開バトル! 復讐のゴールデンフリーザ)                                                   | 27. december 2015 | 18. oktober 2024 |
| Efter at have afprøvet Son-Gokus nye form, som Son-Goku forklarer er på samme niveau som super-saiyajin-gud, afslører Freezer sin gyldne Freezer-form. Efter at have udtrykt, hvor imponeret de er over hinandens fremskridt, påbegynder Son-Goku og Freezer en hærd kamp. Samtidigt informerer Wisu Bulma om deres ankomst til jorden om et par minutter, men han og Beerus stopper undervejs, da de støder ind i de sjette univers' Udsletter, Shanpa (シャンパ) og hans ledsager Vados (ヴァドス Vadosu). Efter en kort samtale med Shanpa og Vados ankommer Beerus og Wisu endelig til slagmarken. Mens de spiser Bulmas lækre dessert, anerkender Beerus og Wisu, at Freezer er blever langt stærkere, og at Son-Goku, der stadig ikke er vant til sin ny form, lader til at have svært ved at holde trit med gyldne Freezers hastighed og kunnen, og han bliver til sidst smadret ned i jorden. |             | |                   |                  |
| 26 | 8           | "En chance opstår i sidste sekund. Gå til modangreb, Son-Goku!" "Dai pinchi ni shōki ga mieta! Hangeki kaishida Son Gokū!" (大ピンチに勝機が見えた! 反撃開始だ孫悟空!)                        | 10. januar 2016   | 18. oktober 2024 |
| Freezer og Son-Goku fortsætter deres kamp, hvor Freezer rammer Son-Goku flere gange end omvendt. Ude af stand til at matche Freezer's råstyrke formår Son-Goku at modstå og undvige Freezers angreb. Son-Goku og Vejita bemærker, at Freezer mister stamina over tid og at hans kampkraft er faldende. Freezer bemærker det ikke selv. Vejita beder Son-Goku om at gøre det af med Freezer, inden han kan nå at komme sig, ellers vil han selv gribe ind. Son-Goku og Freezer forøger deres kampkraft igen og fortsætter deres kamp. Freezer har stadig overtaget, men Son-Goku indser, at han bare skal købe tid længe nok til at Freezer svækkes igen. Efter Freezer for fuld styrke bombarderer Son-Goku, bliver han hurtigt træt og mister pusten, hvorefter Freezers angreb ikke længere kan såre Son-Goku. Freezer indser omsider sin svaghed, hvilket er manglende udholdenhed. Hans gyldne form opbruger mere energi, end han kan producere. Son-Goku forklarer, at dette er fordi Freezer forhastede sig for at komme til jorden, lige efter at have opnået sin gyldne form uden at give sig selv nok tid til at mestre den. Freezer pines over sin forspildte chance for at få sin hævn i kamp, men mumler noget om assistance til Sorbet. Son-Goku fortæller Freezer, han skal forlader jorden, mens han stadig kan. Til alles overraskelse bliver Son-Goku skudt i ryggen med en laserpistol af Sorbet. Som Freezer stamper på Son-Gokus sår, hoverer han med sin plan B om at distrahere Son-Goku, så han ville sænke paraderne. Freezer håner ham ved at påstå, at Son-Gokus overmod holder ham fra at blive den stærkeste kriger. Inden Freezer kan affyre Son-Gokus dødsstød, affyrer Vejita en stråle mod Freezer og annoncerer, at det er hans tur til at kæmpe. |             | |                   |                  |
| 27 | 9           | "Eksploderer Jorden? Et altafgørende kamehameha" "Chikyū bakuhatsu!? Ketchaku no kamehameha" (地球爆発!? 決着のかめはめ波)                                                                    | 17. januar 2016   | 18. oktober 2024 |
| Son-Goku er kritisk skadet, men Vejita griber ind, inden Freezer kan overlevere dødstødet. Som Kuririn forsøger at give Son-Goku en Senzu-bønne, forsøger Freezer at skyde ham. Vejita omdirigerer skuddet mod Sorbet, hvilket dræber ham. Efterfølgende demonstrerer Vejita sin evne til at forvandle sig til super-saiyajin blå. Freezer forsøger at ramme Vejita, man fejler. Freezer er allerede udmattet fra sin kamp med Son-Goku. Vejita overmander hurtigt Freezer. Vred og ydmyget nægter Freezer at acceptere sit nederlag. Mens Vejita forbereder et dræbende angreb, affyrer Freezer i stedet et angreb mod jorden og udsletter den lige under dem. Wisu beskytter Son-Goku og de andre, men Vejita og alle på jorden bliver dræbt. Wisu formoder, at Freezer overlevede og undslap med sin evne til at ånde i rummet. Som Son-Goku beklager sig over sin forspildte chance for at gøre det af med Freezer og beskytte jorden, tilbyder Wisu at skrue tiden tilbage et par minutter og give Son-Goku én sidste chance. Tiden skrues tilbage, til enden på Vejita og Freezers kamp. Dette giver Son-Goku akkurat nok tid til at forberede et afgørende kamehameha og dræbe Freezer. Senere samles gruppen hos Capsule Corporation, hvor Piccolo genoplives med de namekianske Dragekugler. Rystet over sin egen magtløshed over for Freezer fortæller Son-Gohan Piccolo, at han har i sinde at genoptage sin træning, så han kan beskytte sine kære, hvilket glæder Piccolo at høre. |             | |                   |                  |

### Sæson 3: Sagaerne om Det Sjette Univers og Vejita-kopien (2016)
| Nr. i serie | Nr. i sæson | Dansk titel Japansk titel | Japansk visning  | Dansk visning  |
| --- | ----------- | --- | ---------------- | -------------- |
| 28 | 1           | "Udsletteren fra det sjette universe! Hans navn er Shanpa!" "Dai-6 uchū no hakaishin – Sono na wa Shanpa" (第6宇宙の破壊神 その名はシャンパ)                                                                     | 24. januar 2016  | 11. april 2025 |
| Son-Goku og Vejita fortsætter deres hårde træning, inden de jages af en vred Beerus, hvis opvågnen forårsaget af Shanpa og Vados' pludselige ankomst til Beerus' planet. Efter en kort stid mellem Beerus og Shanpa, falder alle til ro og spiser noget mad, og Shanpa introducerer sig som Beerus' tvillingebror og Vados som Wisus storesøster. Et skænderi bryder ud angående hvilket univers, der er har den bedste mad, og Wisu forklarer til Son-Goku og Vejita, at der findes elleve universer foruden deres eget, det syvende univers. Wisu tilføjer, at både det syvende og det sjette univers er komplementære, da deres numre sammenlagt giver tretten. Efter at Vados opdager, at det sjette univers' jorden blev udslettet grundet krig, foreslår Shanpa en turnering, og at vinderen kan få det syvende univers' planet jorden. Beerus protesterer og siger, at det ikke kan lade sig gøre, indtil Shanpa afslører, at det er muligt med Super-Dragekuglerne, som de namekianske Dragekugler oprindeligt kom fra, og at han besidder seks af dem. Son-Goku informerer Beerus og Shanpa om, at Bulma er i stand til at lokalisere den sidste Super-Dragekugler, som man skal bruge for at lave et ønske. Som spændingen stiger, accepterer Beerus Shanpas udfordring. |             | |                  |                |
| 29 | 2           | "Turneringskampene skal afholdes! Kaptajnen er dn, der er stærkere end Son-Goku!" "Kakutō shiai kaisai kettei! Shushō wa Gokū yori tsuyoi yatsu" (格闘試合開催決定! 主将は悟空よりも強いヤツ)                    | 31. januar 2016  | 11. april 2025 |
| Shanpa beslutter sig for at holde turneringen på en øde, unavngiven planet, der findes mellem det sjette og det syvende univers. Son-Goku foreslår at de bruger reglerne fra jordens Store Kampsportsturnering, og Vejita anbefaler en skriftlig prøve for at være sikker på, at deltagerne alle vil kunne forstå og følge reglerne. Turneringen skal begynde fem dage senere, da Shanpa får Vados til at opstille en arena med åndbar atmosfære. Efter at have bedømt Wisus elever, beslutter Shanpa sig for at rekruttere en saiyajin fra sit eget univers. På jorden anmoder Wisu om at Bulma bruger sin Drageradar til at finde den sidste Super-Dragekugle. Mens Bulma mener, det bare ville være nemmere at hidkalde Shenlong for at finde den i stedet, afslører dragen, at han ikke kan opfylde opgaven. Beerus og Wisu tager så af sted og lader Son-Goku og Vejita rekruttere to medlemmer til deres hold, mens Beerus afslører, at han har tænkt sig at rekruttere en mægtig kriger ved navn Monaka (モナカ). Efter at Bulma har færdiggjort Super-Drageradaren den næste morgen, tager hun Beerus' joke om at ville ønske at udrydde al eksistens alvorligt, og hun har i sinde at samle alle Super-Dragekuglerne inden Udsletteren kan bruge dem til dette formål. |             | |                  |                |
| 30 | 3           | "Træningen til turneringen. Hvem bliver de to sidste på holdet?" ""Kakutō" shiai e no o sarai – Nokori futari no menbā wa dareda!?" (「格闘試合」へのおさらい 残り二人のメンバーは誰だ!?)                        | 7. februar 2016  | 11. april 2025 |
| Son-Goku og Vejita mødes med Kuririn, der tager med dem for at rekruttere Dæmonen Bøh som den fjerde kæmper på det syvende univers' hold. Selvom Bøh tøver grundet sit had for Beerus, så går han med til de, da Son-Goku lover ham et ønske fra Super-Dragekuglerne, som han har i sinde at give til Mr. Satan. Son-Goten og Trunks prøver at melde sig til, men bliver stoppet af Vejita, da deres brug af fusion er mod reglerne. Gruppen finder Piccolo, der træner med Son-Gohan, og rekrutterer ham, som det sidste medlem. Son-Gohan overvejer at deltage, men kan ikke grundet et forretningsmøde den samme dag som turneringen. Beerus og de andre tænker tilbage på begivenheder, der er sket for nyligt. Beerus og Wisu summer over hensigten bag Shanpas plan, samt deres egen interesse i Son-Goku, og går gennem begivenhederne fra de først mødte siayajinen til Freezers undergang. |             | |                  |                |
| 31 | 4           | "Af sted til Mester Zuno! Find ud af, hvor super-dragekuglerne er!" "Zunō-sama no moto e! Sūpā Doragon Bōru no arika o kikidase!" (ズノー様のもとへ! 超ドラゴンボールのありかを聞き出せ!)                        | 14. februar 2016 | 18. april 2025 |
| Selvom han først nægtede at hjælpe Bulma, efter hun har tvunget ham over på jorden, foreslår Jaco, at hun spørger ind til Super-Dragekuglerne hos det altvidende rumvæsen Mester Zuno (ズノー様 Zunō-sama). Efter de ankommer til Mester Zunos planet, da Jaco ikke får nævnt, at der er en ventetid på 7 år, møder duoen en rumrejsende forbryder ved navn Geppuman (ゲップマン), der er eftersøgt af det Intergalaktiske Politi for gentagne gange at have smuttet fra sin restaurant-regning. Da han tidligere havde ødelagt et monument og skudt skylden på Geppuman, beslutter Jaco sig til sidst for at arrestere forbryderen, så at han og Bulma kan tage hans plads i køen til at se Mester Zuno. Efter at have spildt 2 af sine 3 spørgsmål, lærer hun hver en lille detalje om Super-Dragekuglerne, samt at de skulle være blevet spredt ud over både det sjette og det syvende univers. |             | |                  |                |
| 32 | 5           | "Turneringen går i gang! Vi tager af sted til den unavngivne planet!" "Shiaikaishi da! Min’na de "Namae no nai hoshi" e!" (試合開始だ! みんなで「名前のない星」へ!)                                              | 21. februar 2016 | 18. april 2025 |
| På jorden samles alle for at tage til turneringen. Son-Goku og Vejita ankommer efter at have trænet i det Hyperbolske Tidskammer i tre år. Med et kort stop på Beerus' planet for at hente både ham og Monaka forsætter de mod turneringen. Gruppen møder deres modstandere, hvilket inkluderer af en saiyajin med radikalt anderledes historie og en kæmper ved navn Frost (フロスト Furosuto), der ligner Freezer. Efter den skriftlige prøve mangler det syvende univers én kæmper, da Dæmonen Bøh falder i søvn undervejs og bliver diskvalificeret. Beerus beslutter, at Monaka slås til sidst. Efter en omgang stan, saks, papir besluttes det, at Son-Goku skal kæmpe først, efterfulgt af Piccolo, så Vejita. Son-Goku og hans modstander, et stort, bjørne-lignende væsen ved navn Botamo (ボタモ), træder ind i ringen. |             | |                  |                |
| 33 | 6           | "Overraskelse, 6. univers! Det her er super-saiyajin-Son-Goku!" "Odoroke Dai-6 uchū yo! Kore ga Sūpā Saiya-jin ・ Son Gokū da!" (驚け第6宇宙よ! これが超サイヤ人・孫悟空だ!)                                     | 28. februar 2016 | 18. april 2025 |
| Kampen mellem Son-Goku og Botamo begynder. Son-Goku tager et øjeblik til at varme op, da han har overspist på vejen dertil. Selvom Son-Goku lader til at være hurtigere og mere veltrænet end Botamo, har ingen af de slag han lander nogen effekt. Da Vejita beder ham om at bruge hovedet, hiver Son-Goku Botamo ud i siden af ringen, hvor han kaster ham ud. Dette resulterer i en sejr for det syvende univers. Den næste kamp mellem Son-Goku og den Freezer-lignende Frost begynder næsten med det samme. Son-Goku overrasker Frost ved at kende til hans forvandling, og han beder ham antage sin endelige form. Frost forsøger at holde igen ved at antage sin tredje form, Men Son-Goku ser lige gennem hans bedrag og antager sin super-saiyajin-form, så at Frost vil acceptere hans anmodning. Frost lader til ikke at kunne hamle op med Son-Goku, end ikke i sin endelige form, til saiyajinen rammes af en mystisk ørhed, der lader Frost slå Son-Goku ud af ringen til hans venners overraskelse. |             | |                  |                |
| 34 | 7           | "Piccolo mod Frost. Sats det hele på lysskruen!" "Pikkoro VS Furosuto – Makankōsappō ni subete o kakero!" (ピッコロVSフロスト 魔貫光殺砲にすべてをかけろ!)                                                       | 6. marts 2016    | 25. april 2025 |
| Med Son-Goku ude af turneringen må Piccolo kæmpe mod Frost, og han forbereder sin lysskrue, alt imens han undviger Frosts angreb. For at købe sig tid skaber Piccolo nogle kloner af sig selv for at distrahere Frost. Frost skaffer sig hurtigt af med kopierne og farer mod Piccolo. Efter en omgang nærkamp besejrer Frost Piccolo. Inden dommeren kan annoncere Frosts sejr, udbryder Jaco, at Frost snyder ved at bruge et våben. Dommeren undersøger Frost og opdager, at han har brugt et illegalt våben til indsprøjte sine modstandere med en lammende gift. Shanpa er rasende til at starte med, men Vados afslører, at frost faktisk er lederen af et kriminelt imperium, og Frost erkender at han selv har arrangeret angreb på et utal af planeter, som han så efterfølgende har reddet for egen vinding. Selvom Piccolo bliver erklæret kampens vinder, og at Frost er diskvalificeret, anmoder Vejita om at gøre dommen om, så han selv kan slås med Frost. |             | |                  |                |
| 35 | 8           | "Vend din vrede til styrke! Vejita for fuld udblæsning!" "Ikari o chikara ni kaero! Bejīta no zenkai batoru" (怒りを力に変えろ! ベジータの全開バトル)                                                            | 20. marts 2016   | 25. april 2025 |
| Efter Frost så arrogant annoncerer sin hensigt om at besejre Vejita med sin gift, bliver de begge enige om at kampen ikke bør følge de etablerede regler for turneringen, så begge deltagere må slå hinanden ihjel. Dette resulterer i at Frost blive besejret uden nåde og slået ud af ringen af Vejita, der nægter at sænke sig selv til Frosts niveau ved at slå ham ihjel. Beerus får genindsat Son-Goku i turneringen, da de finder et mærke på ham, fra hvor Frost indsprøjtede ham med sin gift, og han insisterer på at saiyajinen skal slås før Monaka, med en stille kommentar fra Wisu angående Monakas "sande farver". Vados generer en ny barriere omkring ringen, mens dommeren annoncerer nye regler, hvor enhver kontakt med ringen resulterer en diskvalifikation. Samtidigt forsøger Frost at stjæle skattene, som Shanpa lovede holdet som en sejrspræmie, og flygte i Shanpas heksaeder-transportmiddel, men bliver slået ud af lejemorderen Hitto (ヒット), der bringer ham tilbage til arenaen. Den næste kamp skal til at begynde, og Vejita skal kæmpe mod det robot-lignende rumvæsen Magetta (マゲッタ), og tilskuerne bestrider gyldigheden af Magettas lava-spytten, da våben ikke er tilladt. Dommeren beslutter, at det er et legalt angreb, da Magettas art naturligt kan producere lava, og det derfor ikke er et våben. Magettas vulkanske dampe udfylder barrieren og resulterer i at Vejita overopheder og ikke kan trække vejret ordentligt. |             | |                  |                |
| 36 | 9           | "En uventet og besværlig kamp. Vejitas store raseriangreb" "Masaka no dai kusen! Bejīta ikari no dai bakuhatsu!" (まさかの大苦戦! ベジータ怒りの大爆発!)                                                         | 27. marts 2016   | 25. april 2025 |
| Vejita har problemer i sin kamp mod Magetta grundet både den stigende temperatur og manglen på ilt over ringen. Vejita forsøger at vinde en hurtig sejr, men Magetta holder stand og slår igen. Magetta følger op med et slag, der sender Vejita på en flyvetur mod jorden. Efter næsten at være blevet diskvalificeret for at være uden for ringen, forøger Vejita sin kampkraft i vrede og udsletter arenaens barriere. Han skyder Magetta med stråleangreb og tvinger ham til kanten af ringen, og formår kun at sejre, da Magettas art viser sig at være meget følsom over for fornærmelser. |             | |                  |                |
| 37 | 10          | "Glem ikke din saiyajinkse stolthed! Vejita mod saiyajinen dra det sjette univers" "Saiya-jin no hokori o wasureruna! Bejīta VS Dai-6 uchū no Saiya-jin" (サイヤ人の誇りを忘れるな! ベジータVS第6宇宙のサイヤ人) | 3. april 2016    | 2. maj 2025    |
| Vejita står over for den unge saiyajin fra det sjette univers, Kyabe (キャベ), som kommer fra en planet af godhjertede, galaktiske beskyttere. Vejita og Kyabe står til at starte med på lige fod, men Kyabe sakke bagud, da han afslører, at han ikke er i stand til at bliver super-saiyajin, og beder Vejita om at lære ham det. Dette lader til at gøre Vejita vred, som han indtager sin super-saiyajin-form og nådesløst tæsker Kyabe, og truer med at dræbe alle, som han holder af, Kyabe taber. Dette fremprovokerer Kyabessuper-saiyajin-form, som han går til angreb, blot for at erfare, at Vejita med vilje provokerede him til at kanalisere sin vrede. Vejita skifter hurtigt til super-saiyajin-blå for at vise Kyabe, hvad han en dag kunne opnå, inden han slår ham ud. Selvom Kyabe takker Vejita for at lære ham hans uudnyttede potentiale at kende, fortæller Vejita blot den unge saiyajin, at han ikke må glemme sin saiyajinske stolthed, og at han må overgå alle andre. Kyabe anerkender Vejitas råd og forlader ringen. Nu hvor det sjette univers er nået til deres sidste kæmper, er Shanpa stadig ikke bekymret, da han er sikker på at Hitto vil vinde turneringen, til trods for at have lært, at lejemorderen er blevet lovet et heksaeder-transportmiddel som belønning. |             | |                  |                |
| 38 | 11          | "Det sjette univers' mægtigeste kæmper! Mød lejemorderen Hitto!" "Dai-6 uchū saikyō no senshi! Koroshi ya Hitto kenzan!!" (第6宇宙最強の戦士! 殺し屋ヒット見参!!)                                                | 10. april 2016   | 2. maj 2025    |
| Vejita og Hitto påbegynder deres kamp, men Vejita er ikke i stand til at lande et eneste slag grundet Hittos overlegene hastighed. Til sidst bliver Vejita ramt af et hårdt slag og kollapser, hvorved Hitto udnævnes som kampens vinder. Det afsløres pludseligt, at Hitto har brug en teknik kaldet "tidsspring", som fryser tiden en tiendedel af et sekund for alle andre end sig selv. Son-Goku træder frem for at kæmpe mod Hitto. Til at starte med overmander Hitto Son-Goku, og Hitto beder Son-Goku om at trække sig. Son-Goku nægter og afslører, at han bruger tiden til at komme på at lære Hittos teknik at kende, hvorefter han forudsiger og undviger sin modstanders angreb. Hitto påstår, at Son-Gokus antagelse var et lykketraf, men Son-Goku forudser fortsat Hittos angreb. Son-Goku foreslår, at de begge kæmper for fuld styrke, og Hitto er enig. Kort efter begynder de begge at forberede sig på at kæmpe videre. |             | |                  |                |
| 39 | 12          | "Et udviklet tidsspringsmodangreb? Her kommer Son-Gokus nye teknik!" "Seichōshita "toki tobashi" no hangeki!? Deru ka!? Gokū no aratana waza!" (成長した“時とばし”の反撃!? 出るか!?悟空の新たな技!)              | 17. april 2016   | 2. maj 2025    |
| Mens Son-Goku formår at afværge Hittos tidsspring-angreb, faker den utilfreds Hitto, at han forøger sin kampkraft, mens hen afslører over for Son-Goku, at have forøget længden på sit tidsspring til en femtedel af et sekund, så han kan lande nok slag til at tvinge Son-Goku ned på jorden. Shanpa fortæller Hitto, at han skal afgøre kampen, men Hitto nægter at adlyde hand ordrer af respekt for Son-Goku. Saiyajinen formår at komme på fødderne igen, og de to genoptager deres kamp. Son-Goku er snart presset ind i et hjørne og tyer til at bruge et angreb, han havde tiltænkt sig Beerus: at bruge kaioken mens han er i super-saiyajin-blå for at forøge dens styrke og hastighed. Efter at have forøget sin kampkræft, begynder Son-Goku at tæske løs på Hitto, der form¨r at undvige de fleste angreb med lethed. |             | |                  |                |
| 40 | 13          | "Nu bliver det afgjort! Vinder Beerus eller Shanpa?" "Tsuini ketchaku! Shōsha wa Birusu? Soretomo Shanpa?" (ついに決着! 勝者はビルス? それともシャンパ?)                                                         | 24. april 2016   | 9. maj 2025    |
| Son-Goku og Hitto ender med at lade det stå uafgjort, som de beslutter sig for ikke at kæmpe efter Udsletternes lune. Son-Goku anmoder om at de fjerner alle regler, så Hitto kan bruge hans lejemorder-teknikker. Shanpa og Beerus skændes over denne beslutning, indtil Son-Goku hopper ud af ringen, de Beerus nægter at fjerne reglerne, og afslører at han har nået grænsen for, hvor længe han kan bruge sin kaioken. Kort efter skal en bange Monaka kæmpe mod Hitto, der lader sig blive slået ud af ringen som gengæld for at Son-Goku lod ham overgå sine egne begrænsninger, og det syvende univers erklæres for turneringens vindere. Lige som festlighederne skal til at slutte af, mens at Shanpa give sit hold dødstrusler, dukker Mægtige Zeno (全王 Zenō), den mystiske omnikonge af de 12 universer, op i ringen. |             | |                  |                |
| 41 | 14          | "Jeg hidkalder dig, guddommelige drage. Opfyld mit ønske, så er du sød!" "Ide deyo kami no ryū – soshite negai o kanaete chonmage!" (出でよ神の龍 そして願いを叶えてちょんまげ!)                                 | 1. maj 2016      | 9. maj 2025    |
| Selvom han ankom på grund af Udsletternes opførsel, udtrykker Mægtige Zeno nok interesse i turnering til at organisere en stor turnering for alle tolv universer, mens guderne blive nervøse over Son-Gokus uformelle opførsel omkring Omnikongen. Snapa tager tilbage til sit eget univers for at træne sit hold til den kommende turnering. Beerus beder Bulma om at finde den syvender Super-Dragekugle med sin radar, mens C-18 og Monaka regner sig frem til at den må være den ganske planet, som de står på, da radaren siger, de alle er samlet. Efter at Bulma har overleveret frasen, der bruges til at aktivere dem, hidkalder Wisu Super Shenlong (スーパーシェンロン Chāo Shénlóng) og ønsker det ønske, som Beerus hviskede til ham i hemmelighed: at jorden i det sjette univers skulle blive restaureret. Wisu efterlader Udsletteren og Monaka på Beerus' planet og drager mod jorden. Det afsløres så, at Monaka er et almindeligt pakkebud, og Beerus belønner Monaka for hans hjælp med at motivere De to saiyajiner. Son-Goku, Vejita og de andre fra jorden vender hjem igen. |             | |                  |                |
| 42 | 15          | "En kaotisk sejrsfest! Finder opgøret endelig sted? Monaka mod Son-Goku!" "Haran no shukushō kai! Tsuini taiketsu!? Monaka VS Son Gokū!" (波乱の祝勝会! 遂に対決!? モナカVS孫悟空)                               | 8. maj 2016      | 9. maj 2025    |
| Bulma holder en fest ved Capsule Corporation for at fejre deres sejre, og Beerus lyver om at overlevere invitationen til Monaka, da han og Wisu begge ved, at Son-Goku ville slås med Monaka, hvis han deltog. Men Monaka deltager alligevel, da Jaco har lavet en bestilling hos det pakkefirma, som Monaka arbejder for, hvilket tvinger Beerus til at indrømme at have løjet om Monaka, og truer de andre til at skjule dette fra Son-Goku. Da han ankommer, foreslår Son-Goten og Trunks at Beerus skal forklæde sig som Monaka og slås med Son-Goku. Det går Beerus med til, og kampen stoppes af Wisu, og Puar forklæder sig somBeerus. Da Son-Goku stadig ikke aner uråd, kan festlighederne fortsætte. |             | |                  |                |
| 43 | 16          | "Er Son-Gokus energi løbet løbsk? Kampen for at passe Pan" "Gokū no "Ki" ga seigyo funō!? Pan no osewa de shikuhakku!" (悟空の「気」が制御不能!? パンのお世話で四苦八苦)                                         | 15. maj 2016     | 16. maj 2025   |
| Da Son-Goku har overanstrengt sig med sin Kaioken i kampen mod Hitto, har han nu problemer med at styre sin energi og er tvunget til at holde en pause for at komme sig. Mens at Son-Gohan og Videl er ude, tager Son-Goku, Chichi, og Piccolo sig af Pan, som er fascineret af stjernerne. Morgenen efter forsæger Pilafs slæng at udnytte Son-Gokus svækkelse med en kæmpe robot, men de ender med at kidnappe Pan ved et uheld, og deres robot bliver til en raket, der sender dem ud i stratosfæren. Presset fra opsendelsen ødelægger deres rumskib, men Pan kan flyve hjem igen med de tre som vedhæng. Som de vender hjem efter at have ledt efter Pan, er det dem en lettelse at finde hende der, og de er forsat uvidende om, hvor hun har været |             | |                  |                |
| 44 | 17          | "Forseglingen på planeten Potaufeu. Det overmenneskelige vands hemmelighed" "Potofu sei no fūin toki hanatareta – "Chōjin sui" no himitsu!" (ポトフ星の封印解き放たれた“超人水”の秘密!)                          | 22. maj 2016     | 16. maj 2025   |
| Som Monaka er ude for at aflevere en pakke til Bulma, sniger Son-Goten og Trunks sig ind i hans varevogn og bliver ved et uheld taget bragt til planeten Potaufeu, hvor de møder en gruppe af rumbanditter, der anføres af et blågrønt, menneske-lignende rumvæsen ved navn Gryll (グリル Guriru), der forsøger at stjæle nøglen til en skat kaldet det Overmenneskelige Vand (超人水 Chōjin Mizu) fra en ældre mand ved navn Potage (ポタジ Potaji). Når Vejita og Jaco når frem til Potaufeu, finder de drengene, Monaka og Potager, der flygte fra en lilla udgave af Grylls håndlangere, som Vejita tager sig af. Men skikkelserne bliver til væske, der omslynges Vejita, hvorefter den spytter ham ud og antager hans form. |             | |                  |                |
| 45 | 18          | "Er Vejita ved at forsvinde? Vejita-kopien går til angreb!" "Bejīta ga kieru!? Fukusei bejīta no kyōi!" (ベジータが消える!? 複製ベジータの脅威!)                                                                 | 29. maj 2016     | 16. maj 2025   |
| En magtesløs Vejita er nødsaget til at flygte med de andre fra Vejita- og Gryll-kopierne, og Potage afslører, at de to er en del af et biovåben Commesonet (コメソン Komeson), der er gået amok, som var basis for legendenom det Overmenneskelige Vand, ved at antage formen og personligheden af de, der invaderede planeten, hvilket korrumperede våbnet. Gruppen erfarer også fra Potage, at originalen efterfølgende vil forsvinde, som det skete med den ægte Gryll og hans mænd, med mindre kopien bliver udslettet i tide. Son-Goten og Trunks forsøger at udslette Vejita-kopien som Super Gotenks 3, inden Son-Goku fornemmer, at de er i fare, og kommer dem til undsætning. Da Vejita-kopien har antager hans personlighed, strider han mod sin Commeson-natur og tager sig af Gryll-kopien, så han kan slås mod Son-Goku |             | |                  |                |
| 46 | 19          | "Son-Goku mod Vejita-kopien! Hvem af dem vinder?" "Gokū VS fukusei Bejīta! Katsu no wa dotchida!?" (悟空VS複製ベジータ! 勝つのはどっちだ!?)                                                                      | 5. juni 2016     | 23. maj 2025   |
| Son-Goku og Vejita-kopien kæmper på lige fod, som splittet Vejita ender med at blande sig i kampen for at kritisere begge kæmpere, da han ikke mener, at de giver den alt, hvad de har. Som Son-Goku og Vejita-kopien forøger deres kampkraft, giver Potage Vejita et sutte-lignende Commeson-sejl, som han kan sutte på for at købe sig selv tid, og han mødes op med Trunks, Son-Goten og Jaco for at finde Gryll-kopien og ødelægge Commesonets gerne for at svække Vejita-kopien. Men Gryll-kopien, der er i sin oprindelige tilstand, jager dem tilbage til Vejita, som han forsøger at nå frem til Trunks. Monaka ødelægger ved et tilfælde gernen ved at træde på den. Potage nævner, at selvom kernen blev udslettet, så er der ikke mere tid, og Vejita forsvinder. Son-Goku indser, at det er hans sidste chance, og han udsletter Vejita-kopien med et Kamehameha, og den ægte Vejita vender tilbage. Potage forsejler den kerneløse Commeson. Son-Goku takker Monaka for hans hjælp, og siger at han ville have tabt uden ham. Nu hvor Potaufeu er reddet og truslen udslettet, vender Son-Goku og de andre tilbage til jorden. Samtidigt i en alternative tidslinje, hvor jorden er lagt i ruiner, forsøger Fremtids-Trunks at udslette en ny trussel, der hærger hans verden. |             | |                  |                |

### Sæson 4: Sagaen om Fremtids-Trunks (2016–17)
| Nr. i serie | Nr. i sæson | Dansk titel Japansk titel | Japansk visning    | Dansk visning  |
| --- | ----------- | --- | ------------------ | -------------- |
| 47 | 1           | "SOS fra fremtiden! En ny, mørk fjende dukker op!" "Mirai kara no esuōesu! Kuroki arata na teki arawaru!" (未来からのSOS! 黒き新たな敵現る!!)                                                         | 12. juni 2016      | 23. maj 2025   |
| Son-Goku viser sin nye farm til Chichi og Son-Goten, og narrer Piccolo til at hjælpe ham med at høste afgrøderne i form af on træningskonkurrence, indtil Kuririn ankommer og afslører, at Vejita træner med Wisu på Beerus' planet. Son-Goku bruger sin teleportering for at nå dertil, og tilbyder Udsletteren et salathoved, alt imens han lærer, at Zeno ikke er en kæmper, men stadig har magten til at udslette hele universer, da der oprindeligt var 18 forskellige universer, og ikke bare 12. Samtidigt, i en alternativ tidslinje, flygter Fremtids-Trunks fra en mystisk, mørk fjende, der hærger jorden. Trunks mødes med Fremtids-Bulma, der endelig har lavet nok brandstof nok til at tidsmaskinen kan nå en enkelt tur tilbage i tiden. Men fjenden ar sporet Trunks til deres skjulested, og Bulma beder sin søn om at tage af sted uden hende, og hun bliver kort efter dræbt. Trunks mødes senere med Fremtids-Mai og informerer hende om Bulmas død, som de tager videre mod Capsule Corps ruiner, hvor tidsmaskinen er. Men fjenden indhenter dem på vej dertil og lader til at slå Mai ihjel, da hun forsøger at distrahere ham, så Trunks kan nå til tidsmaskinen. Fremtids-Trunks ser vredt på den mystiske fjende, der nu afsløres at ligne Son-Goku. |             | |                    |                |
| 48 | 2           | "Der er atter håb! Trunks vågner i nutiden" "Kibō!! Futatabi – Imade mezame yo Torankusu" (HOPE!! 再び 現在で目覚めよトランクス)                                                                      | 19. juni 2016      | 23. maj 2025   |
| Son-Goku Black (ゴクウブラック Gokū Burakku) håner Fremtids-Trunks for ikke at kunne redde sine kære og provokerer den unge mand til at antager super-saiyajin-form i en tabene kamp. Men Fremtids-Trunks distraherer Black med et energi-angreb længe nok til at han kan nå tidsmaskinen og slippe 17 år tilbage i tiden. Samtidigt i nutiden er Trunks i gang med at blive undervist med Pilafs slæng, som han lod bo i Capsule Corp. Under deres spisepause ser Trunks tidsmaskinen ankomme med Fremtids-Trunks indeni. Han sendere med det samme bud efter sin mor, som kontakter Vejita og Son-Goku, alt imens at Trunks og Pilafs slæng er forvirret over at den fremmede både hedder Trunks og ligner nutidens Trunks. Bulma beder Trunks om at forøge sin kampkraft, så Son-Goku har en energisignatur, som han kan teleportere sig selv, Vejita, Beerus og Wisu tilbage til. Vejita beder Son-Goku skaffe nogle Senzu-bønner. Son-Goku tager til Mester Kvædes tårn for at få nogle Senzu-bønner. Fremtids-Trunks kommer til bevidsthed, og angriber Son-Goku, da han ser ham og antager, at det er Black. |             | |                    |                |
| 49 | 3           | "En besked fra fremtiden! Son-Goku Black dukker op!" "Mirai kara no messēji – Gokū Burakku shūrai!" (未来からのメッセージ ゴクウブラック襲来!)                                                        | 26. juni 2016      | 30. maj 2025   |
| Son-Goku standser fremtids-Trunks længe nok til at Bulma kan berolige ham, og fremtids-Trunks bliver formelt introduceret til de tilstedeværende, mens han informeres om, hvad der er sket siden kampen mod Celle. Fremtids-Trunks afslører, at efter han forhindrede Dæmonen Bøhs genopstandelse i sin egen tidslinje, dukkede Son-Goku Black op og massakrerede størstedelen af menneskeheden med kun ham og nogle få tilbageværende mennesker, der kæmpede mod Black i en krig, de var i gang med at tabe. Bulma regner sig frem til at fremtids-Trunks kom tilbage i tiden efter forstærkninger, som hun finder en journal hendes fremtidige jeg gemte i tidsmaskinen. Son-Goku og Vejita er begge fascineret, mens Beerus og Wisu er overraskede over, at mennesker er modige nok til at rode med rum-tid-anliggender. Tilbage i den alternative fremtid indser Black at Trunks er rejst tilbage i tiden, som han bruger sin ring til at åbne en flænge i tiden for at nå nutiden, som super-saiyajin 2 fremtids-Trunks bliver færdig med et træningskamp mod super-saiyajin 3 Son-Goku for at vurderer hinandens styrke, så de kan bedømme Blacks egen styrke derudfra. |             | |                    |                |
| 50 | 4           | "Son-Goku mod Black! Vejen til fremtiden spærres" "Gokū VS Burakku! Tozasareta mirai e no michi" (悟空VSブラック! 閉ざされた未来への道)                                                               | 3. juli 2016       | 30. maj 2025   |
| Son-Goku Black ankommer til fortiden og ytrer sin interesse i at kæmpe mod Son-Goku, og han holder stand mod super-saiyajin 2 Son-Gokus, mens fremtids-Trunks undrer sig over, hvorfor Son-Goku holder igen. Kampen fortsætter indtil tidsforstyrrelsen forårsaget af tidsmaskinen stilner af, og Black bliver trukket tilbage til fremtiden. Men inden flængen lukkes, ødelægger han tidsmaskinen i nutiden, og Wisu afslører, at Black har brug en Tidsring (時の指輪 Toki no yubiwa), som køn de Øverste Kaioer besider. Men han og Beerus overraskes, som Bulma afslører, at hun har en anden udgave af tidsmaskinen, som Celle brugte til at rejse tilbage i tiden, og hun har tænkt sig at fikse den med sit fremtidige jegs journal. Lige som Black dukker op i fremtiden igen, kommer fremtids-Mai til bevidsthed igen. |             | |                    |                |
| 51 | 5           | "Følelser på tværs af tid! Trunks og Mai" "Toki o koeta omoi – Torankusu to Mai" (時をこえた想い トランクスとマイ)                                                                                    | 10. juli 2016      | 30. maj 2025   |
| Mens fremtids-Trunks venter på at Bulma bliver færdig med at fikse tidsmaskinen, tager Son-Goku af sted for at træne på Mester Kaios planet, efter at Beerus og Wisu nægtede at gøre det, mens de begge er nysgerrige over den begendte fornemmelse, som Blacks energi gav dem. Fremtids-Trunks bemærker så Mai og genkender hende som fortidens udgave af den Mai, som han kendte, og han afslører, at fremtids-Mai var leder for jordens modstandsbevægelse, som døde i kampen for at beskytte planeten. Hen nævner også at Blacks ultimative mål er at eliminere alle, han betragter som værende understående væsner. Samtidigt ønsker Black, der stadig er begejstret over sin kamp med Son-Goku, at kæmpe mod ham igen for at blive bedre til at beherske sin krop. |             | |                    |                |
| 52 | 6           | "Mester og elev bliver genforenet. Son-Gohan og fremtids-Trunks" "Shitei saikai – Son Gohan to "Mirai" Torankusu" (師弟再会 孫悟飯と“未来”トランクス)                                                 | 17. juli 2016      | 6. juni 2025   |
| Mens Bulma og hendes team er i gang med at reparere Tidsmaskinen, finder Fremtids-Trunks Piccolo og Kuririn i gang med at fikse skaderne efter Son-Gokus kamp med Black. Fremtids-Trunks erfarer fra Piccolo af, at Son-Gohan er blevet akademiker og har tænkt sig at sige ordentligt tak til Son-Gohan for at hans alternative jeg lærte ham at slås. Fremtids-Trunks møder Son-Gohan på universitetet, inden han inviteres hjem at spise hos Son-Gohan. Hans tid med Son-Gohan og hans familie forstærker hans beslutning on at stands Black. Fremtids-Trunks vender tilbage til Capsule Corporation, hvor han finder ud af, at Son-Goku, Beerus og Wisu er taget af sted til de tiende univers for at undersøge mysteriet om Blacks energisignatur. |             | |                    |                |
| 53 | 7           | "Blacks identitet bliver afsløret! Af sted mod Kaioernes planet i det 10. univers!" "Burakku no shōtai o abake! Iza dai 10 uchū no kaiōshin kai e!" (ブラックの正体を暴け! いざ第10宇宙の界王神界へ!) | 31. juli 2016      | 6. juni 2025   |
| Son-Goku, Beerus og Wisu ankommer til det tiende univers' Kaioernes Planet (界王神界 Kaiōshin Kai), hvor det mødes med den lokale Øverste Kaio Gowasu (ゴワス) og hans elev Zamasu (ザマス), der udtrykker foragt for dødelige. En spændt Son-Goku udfordrer straks Zamasu til en sparringskamp, men Kaioerne protesterer, indtil Gowasu tilskynder det, mens at Beerus anbefaler, at han ikke holder igen. Zamasa er overrasket over at blive overgået af Son-Goku, mens Beerus og Wisu bemærker, at Kaioens energi har en lighed med Blacks, men Zamasu har tydeligvis ingen erindring om at have mødt Son-Goku, og at Gowasu har Tidsringen i sikker forvaring. Son-Goku, Beerus og Wisu drager tilbage til deres eget univers, uvidende om at deres handlinger kun har styrket Zamasus ideologi om, at dødelige a brutale skabninger, der kun forvolder hinanden skade. På jorden introducerer Kuririn Fremtids-Trunks til sin familie, og C-18 driller Trunks med den historie han har med sit fremtidige jeg i hans egen tidslinje. |             | |                    |                |
| 54 | 8           | "Ham, der er af saiyajinsk slægt. Trunks beslutning" "Saiya-jin no chiohikumono – Torankusu no ketsui" (サイヤ人の血をひく者 トランクスの決意)                                                        | 7. august 2016     | 6. juni 2025   |
| Mens Bulma og hendes team færdiggør den genopbyggede tidsmaskine, beslutter Vejita sig for at afprøve Fremtids-Trunks styrke for at se, hvor stærk hans søn er blevet, og overmander ham med super-saiyajin-blå. Vejita irriteret over, at Fremtids-Trunks er tilfreds med, at Vejita og Son-Goku er stærke nok til at besejre Black, og fortæller sin søn, at saiyajinere burde blive bestræbe sig altid at stærkere for atlid at være klar på en ny fjende. På Beerus' planet skal Beerus og Wisu til at spise aftensmad, da Zeno kontakter den angående en forespørgsel om at tale med Son-Goku. I det tiende univers forsøger Gowasu at få Zamasu til at genoverveje sit udsyn på dødelige ved at midlertidigt forfremme ham til Øverste Kaio, så de kan bruge Tidsringen til at observere en ny, voldsom race på planet Babari (惑星ババリ Wakusei Babari) tusind år ude i fremtiden. |             | |                    |                |
| 55 | 9           | "Jeg vil gerne tale med Son-Goku, tak. En indbydelse fra Mægtige Zeno!" "Son Gokū ni aitai no ne – Zenō-sama kara no yobidashi!" (孫悟空に会いたいのね 全王様からのよびだし!)                         | 21. august 2016    | 13. juni 2025  |
| I de tiende univers formår Gowasu ikke at ændre Zamasus synspunkt på de dødelige, som at hans elev slår en babarianer, der skal til at angribe dem, ihjel. Gowasu skælder sin elev ud og siger, at sådan opførsel går imod, hvad han har lært ham om at bevare en balance mellem det gode og onde. Zamasu udtrykker sit eget synspunkt, hvor at de dødelige er onde, og at deres udryddelse ville være retfærdigt. Tilbage i det syvende univers opfylder Wisu og Beerus tilbageholdent Zenos anmodning og hidkalder Son-Goku med instruktioner om ikke at sige noget om Son-Goku Black og tidsrejser. Da kun de Øverste Kaioer kan nå frem til Zenos palads på blot minutter, instruerer Beerus Wisu til ikke at lade noget ske med det syvende univers' Øverste Kaio, da Son-Goku erfarer, at en Udsletter dør, hvis deres Øverste Kaio blive dræbt. Son-Goku, Wisu og Shin ankommer til Zenos palads. Zeno siger, at han bare gerne vil have, at Son-Goku skal være en ven, og at han gerne vil lege med ham, når han gerne vil more sig. Med løftet om at finde ham en bedre legekammerat, lader han Son-Goku gå, da han fortæller Zeno, at han har meget travlt lige nu. Inden Son-Goku smutter, giver Zeno ham en knap, der lader ham påkalde Zeno selv. Kort efter drager Son-Goku, Beerus og Wisu mod jorden, hvor tidsmaskinen er blevet fikset. Son-Goku, Vejita og Trunks ankommer til Fremtids-Trunks' tidslinje. Så snart de ankommer, bliver Son-Goku angrebet af jordens modstandsbevægelse, der mistog ham for Black. |             | |                    |                |
| 56 | 10          | "Revanche mod Son-Goku Black! Introducér Super-siayajin-rosa" "Saisen Gokū Burakku! Sūpā Saiya-jin Roze tōjō!!" (再戦ゴクウブラック! 超サイヤ人ロゼ登場!!)                                            | 28. august 2016    | 13. juni 2025  |
| Fremtids-Trunks får hurtigt beroliget modstandsstyrken, ved at forklare Son-Goku og Vejita er på deres side. Han bliver genforenet med Fremtids-Mai, som de når modstandsgruppens nye tilflugtssted, fra efter Black angreb dem. Son-Goku spotter Fremtids-Yajirobe (未来のヤジロベー Mirai no Yajirobē), som de antog døde, da Androiderne angreb, men blev reddet af en Senzubønne, som Mester Kvæde gav ham. Efter at have slået Son-Goku i sten, saks, papir og have fortalt Fremtids-Trunks, at han blot skal se til, påkalder Vejita Black, hvorefter han kmper mod ham som super-saiyajin-blå. Men Blacks kamp mod Son-Goku lod ham fuldt ud mestre hans kræfter, og han forvandler sig til en super-saiyajin med lyserødt hård, som han kalder super-saiyajin-rosa (超サイヤ人ロゼ Sūpā Saiya-jin Roze) og overvælder Vejita, inden han skader ham kritisk. Son-Goku antager hurtigt super-saiyajin-blå form for at kæmpe mod Black, og Vejita afslører, at deres modstander også har en fordel over Son-Goku. Lige som Black klargør en Rosa-Kamehameha, blander Zamasu sig pludseligt og afslører sig selv som værende Blacks partner, mens han minder ham om, at det var meningen, at Zamasu skulle slå Son-Goku ihjel. |             | |                    |                |
| 57 | 11          | "En gud med en uovervindelig krop. Zamasus indtog" "Fujimi no karada o motsu kami – Zamasu kōrin" (不死身の体を持つ神 ザマス降臨)                                                                     | 4. september 2016  | 13. juni 2025  |
| Zamasu siger, at han og Black er åndsfæller, der ønsker at skabe et utopi uden dødelige, inden de angriber Son-Goku, hvilket lader Black komme ind i kampen, som Fremtids-Trunks hjælper Son-Goku. Under kampen afslører Zamasu, at han har gjort sin krop uforgængelig til alle slags angreb, mens han griber fat i Son-Goku og Fremtids-Trunks, så Black kan gøre det af med dem med ot Rosa-Kamehameha. Zamasu og Black beslutter sig for at afgøre kampen, som et hårdt såret Vejita redder Son-Goku og Fremtids-Trunks med en distrahering, som Fremtids-Yajirobe hiver dem til et sikkert sted. Inden Black og Zamasu kan gøre det af med Vejita, blander Fremtids-Mai og modstandsstyrken sig for at redde ham. Fremtids-Mai sender Son-Goku, Vejita, og Fremtids-Trunks tilbage til fortiden i tidsmaskinen. Tilbage i nutiden i det tiende univers ser nutidens Zamasu en optagelse fra turneringen mellem det sjette og syvende univers og udtrykker væmmelse over at Son-Goku har benyttet sig af guddommelig energi. Zamasu får også interesse for Super-Dragekuglerne. |             | |                    |                |
| 58 | 12          | "Zamasu og Black. Mysteriet om duoen tager til" "Zamasu to Burakku – Fukamaru futari no nazo" (ザマスとブラック 深まる二人の謎)                                                                       | 11. september 2016 | 20. juni 2025  |
| Zamasu rejser til Mester Zunos planet for at tvinge ham til at fortælle ham om Super-Dragekuglerne. Hos Capsule Corporation tager Bulma sig af Son-Goku, Vejita og Fremtids-Trunks, inden Beerus og Wisu ankommer med Shin, deres egen øverste kaio, der beretter om Zamasus besøg hos Zuno. Efter guderne hører om gruppens erfaringer i fremtidne, teoriserer Wisu, at Zamasu brugte Super-Dragekuglerne til at skabe en allieret i Son-Gokus form, og senere en uforgængelig krop. Men Beerus pointerer, at det stadig er uvist, hvordan Black besad tidsringen og hans energi, der lignede Zamasus, og Fremtids-Trunks foreslår, at Zamasu kunne have dræbt Gowasu for at bliver det tiende univers' øverste kaio, for derefter at give Black tidsringen. Shin tager Son-Goku, Beerus, og Wisu med sig til det tiende univers for at se, om deres teori holder stik, og Beerus holder Son-Goku fra at afsløre sandheden om, hvorfor de spørger ind til Zamasus adfærd. Gowasu giver udtryk for sin elevs tvivl i forhold til øverste kaioernes rolle og deres forhold til dødelige, men følte ikke der var nogen grund til at være bekymret, hvorefter Zamasu ankommer. |             | |                    |                |
| 59 | 13          | "Beskyt øverste kaioen Gowasu. Udslet Zamasu!" "Kaiōshin Gowasu o mamore – Zamasu o hakai seyo!" (界王神ゴワスを守れ ザマスを破壊せよ!)                                                               | 25. september 2016 | 20. juni 2025  |
| Wisu giver Gowasu riskager og grøn te, og han undskylder for at gruppen trængte sig på, inden de tager af sted. Beerus og Wisu kunne dog fornemme Zamasus morderiske hensigter, så gruppen forbliver i nærheden ude i rummet for at observere ham og Gowasu. Som Zamasu slår sin læremester ihjel, skruer Wisu tiden tilbage, og forhindrer mordet på øverste kaioen. I raseri over at hans plan blev spoleret angriber Zamasu Son-Goku, inden Beerus blander sig og udsletter kaioen. Tilbage på jorden, efter at hans yngre jeg overbeviste ham om ikke at have ondt af sig selv, erfarer Fremtids-Trunks at nutidens Zamasu er blevet udslettet, og Beerus forsikrer ham om, at alle fremtidsudgaver af kaioen også ville ophøre med at findes, uanset om de er fra alternative tidslinjer. Men i fremtiden diskuterer Zamasu og Black deres Projekt Ingen Dødelige samt ironien i, at det kun var muligt takket være en dødeligs kræfter. |             | |                    |                |
| 60 | 14          | "Tilbage til fremtiden igen. Son-Goku Blacks sande identitet bliver afsløret!" "Futatabi mirai e – Akasareru Gokū Burakku no shōtai!!" (再び未来へ 明かされるゴクウブラックの正体!!)                  | 2. oktober 2016    | 20. juni 2025  |
| Mens Beerus er sikker på at udslettelsen af nutidens Zamasu har løst krisen, ytrer Fremtids-Trunks sin skepsis og må tilbage til sin egen tidslinje for at se det selv. Fremtids-Trunks forklar til sit yngre jeg, hvordan alternative tidslinjer fungerer, og at han håber at Beerus' gudekræfter virker faktisk af afværget Blacks eksistens, som han, Son-Goku, Vejita og Bulma drager mod fremtiden. Som de ankommer, erfarer gruppen, at intet har ændret sig, da de ankommer til modstandsgruppen, hvor Fremtids-Trunks bruger en senzubønne til at heale Mai. Saiyajinerne fornemmer, at Zamasu og Black nærmer sig og kommer dem i møde. Son-Goku anklager Black for at være en klon skabt af Zamasu ved brug af Super-Dragekuglerne, men Black afslører, at han selv er Zamasu, og han forklarer, at han brugte Super-Dragekuglerne til at bytte krop med en anden udgave af Son-Goku, inden han slog ham ihjel. |             | |                    |                |
| 61 | 15          | "Zamasus ambition. Den frygtelige plan: Projekt ingen dødelige!" "Zamasu no yabō – Katarareru kyōfu no "Ningen 0 keikaku"" (ザマスの野望 語られる恐怖の『人間0計画』)                                 | 9. oktober 2016    | 27. juni 2025  |
| Black forklarer, at han er Zamasu fra en en tidslinje, hvor han formåede at slå Gowasu ihjel, og at Tidsringen gjorde, at hans fortids-jegs død ikke vedrørte ham. Den anden Zamasu introducerer sig så som værende Zamasu fra Fremtids-Trunks tidslinje, som Black allierede sig med, og de brugte Super-Dragekuglerne til at gøre Zamasu uforgængelig, inden det ødelagde kuglerne. De dræbte efterfølgende de andre guder, så de ikke kunne blande sig i deres mission om at udrydde alle dødelige og skabe deres ideelle utopi uden lidelse forårsaget af dødelige. I den efterfølgende kamp provokerer Zamasu og Black Son-Goku ved at afsløre, at Black slog både Chichi og Son-Goten ihjel i sin egen tidslinje, efter han havde fået fat på Son-Gokus krop for dernæst at slå ham ihjel. De to formår at besejre Son-Goku, inden de vender deres fokus mod Fremtids-Trunks og Vejita. Zamasu og Black fortæller Fremtids-Trunks, at hans tidsrejse førte til deres forsøg på at slå alle dødelige ihjel. Dette gør Fremtids-Trunks rasende, og han forvandler sig til en ny form for super-saiyajin. |             | |                    |                |
| 62 | 16          | "Jeg vil forsvare verden! Trunks' rasende superenerginiveauudbrud!" "Sekai wa ore ga mamoru! Torankusu ikari no sūpā pawā sakuretsu!!" (世界はオレが守る! トランクス怒りの超パワー炸裂!!)             | 16. oktober 2016   | 27. juni 2025  |
| Fremtids-Trunks afprøver sin ny form mod Black og Zamasu, men han er kun i stand til at holde dem hen, mens Son-Goku, Vejita og Bulma trækker sig tilbage til nutiden, efter da har givet Fremtids-Mai deres Zenzubønner. Son-Goku blive behandlet for sine skader, mens Vejita forklarer dét, der skete i Fremtids-Trunks' tidslinje, same Blacks oprindelse til Beerus og Wisu. Beerus trækker sig efter at have lært om Blacks forbindelse til Zamasu. Samtidigt mødes Chichi og Son-Gohan med Kuririn for at spørge ham, om han ved, hvor Son-Goku er blevet af. De spotter Son-Goten og Trunks flyve forbi dem. De to unge saiyajiner har tænkt sig at rejse til fremtiden, men Bulma tillader det ikke. Efter mange af Gruppe Z har forsamlet sig, diskuterer de, hvordan de skal besejre Black og Zamasu. Piccolo foreslår, at de bruger Mafuba (魔封波 Mafūba), en indkapslingsteknik, som Kame-Sennin engang brugte på hans tidligere inkarnation, Ærkedjævlen Piccolo. Son-Goku beslutter sig for at lære teknikken fra Kame-Sennin, mens Vejita træner i det Hyperbolske Tidskammer, og Beerus tager til Gowasu for at tale om hans tidligere elev. |             | |                    |                |
| 63 | 17          | "Kast ikke skam over saiyajinske celler! Vejitas heftige kamp begynder!" "Saiya-jin no saibō o kegasu na! Bejīta no sōzetsu batoru kaien!!" (サイヤ人の細胞を汚すな! ベジータの壮絶バトル開演!!)      | 23. oktober 2016   | 27. juni 2025  |
| Efter at være blevet reddet af modstandsstyrken kommer Fremtids-Trunks til bevidsthed og erfarer, at Fremtids-Mai har fundet skurkenes skjulested, og han redder hende efter et forfejlet forsøg på at skyde Black med en sniper. Fremtids-Trunks kæmper mod de to atter engang og fejler efter et forsøgt selvmordsangreb på Zamasu, og Son-Goku og Vejita ankommer lige tidsnok til at redde ham. Black skader tidsmaskinen for at forhindre dem i at undslippe igen, hvorefter Gowasu og Shin ankommer i forsøget på at tale Zamasu til fornuft. Men Black og Zamasu nævner at de har myrdet de andre guder, og Son-Goku erfarer, at en Udsletters død betyder at deres engel, som Wisu i Beerus' tilfælde, kommer i en inaktiv tilstand, til en afløser dukker op. Zamasu og Black forsøger at dræbe Gowasu, inden Son-Goku og Vejita blander sig og kæmper mod dem, mens Bulma begynder at fikse tidsmaskinen, mens hun får Fremtids-Trunks til at lime forseglingskrukken, der baldrede da tidsmaskinen blev skadet, sammen igen. Vejita for overtaget på Black takket være sin træning, og han erklærer, at hans modstand blot er en tyv, der ikke har arbejdet for at opnå sine kræfter som en ægte saiyajin. |             | |                    |                |
| 64 | 18          | "Tilbed mig! Lovrpis Mig! Den fusionerede Zamasus eksplosive opståen!" "Agameyo! Tataeyo! Gattai Zamasu bakutan!!" (崇めよ! 讃えよ! 合体ザマス爆誕!!)                                                 | 30. oktober 2016   | 4. juli 2025   |
| Vejita fortsætter med at overmande Black, som kommer frem til at vrede spiller en rolle in an saiyajins stigende styrke og bruger samme metode til at forøge egen styrke nok til skabe en flænge i rummet. Black fortsætter med at holde Son-Goku og Vejita hen med sine energi-kopier af sig selv, mens Fremtids-Zamasu går efter Fremtids-Trunks, Fremtids-Mai og Bulma, som de repererer tidsmaskinen. Bulma giver Fremtids-Trunks og -Mai en video af Piccolo, der forklarer hvordan man bruger Mafuba-teknikken, mens Bulma forsøger at købe dem tid ved at flirte med Fremtids-Zamasu og blver næsten dræbt i forsøget. Heldigvis ankommer Trunks tidsnok og bruger Mafuba til at fange Fremtids-Zamasu i krukken, men han erfarer, at Son-Goku glemte at tage seglet til at stabilisere forseglingen med, og en traumatiseret og svækket Fremtids-Zamasu bryder fri, mens at krigerne omgrupperer. Som de indser, at de ikke længere kan undervurdere deres fjender, bruger Black og Fremtids-Zamasu deres Potara-øreringe til at danne Fusonerede Zamasu. |             | |                    |                |
| 65 | 19          | "Den endelige dom?! Den enevældige guds ultimative styrke!" "Saigo no shipan ka!? Zettai shin no kyūkyoku no pawā" (最後の審判か!? 絶対神の究極の力)                                                  | 6. november 2016   | 4. juli 2025   |
| Umådeligt stærkere med begge sine bestanddeles evner fremviser Fusionerede Zamasu sine kræfter ved at overvælde Son-Goku og Vejita og i processen udslette jorden. Fremtids-Trunks beslutter sig for at gå ind i kampen igen, men han bliver også overvældet, som han bruger sin galick-stråle til at holder Zamasus hellig vrede-teknik. Vejita hjælper Trunks med sin egen galick-stråle, og de overmander Zamasus angreb, men han står uskadt tilbage. Vejita redder knap nok Fremtids-Trunks fra et dødeligt angreb, inden han slås ud. Som Zamasu forbereder et opfølgende angreb, blander Son-Goku sig med en kamehameha. De to gør sig klar til at kæmpe mod hinanden. |             | |                    |                |
| 66 | 20          | "Det endelige opgør! De urokkelige krigeres mirakuløse styrke" "Kessen! Akiramenai senshi-tachi no kiseki no pawā!" (決戦! あきらめない戦士たちの奇跡の力!)                                           | 13. november 2016  | 4. juli 2025   |
| Efter energisammenstødet lægger Son-Goku alle kræfter i sin kamehameha for at såre Zamasus højre side, hvorefter han bruger sin kaio-ken til at slå Zamasu ned, men Son-Goku kollapser fra at bruge sin teknik, mens Zamasu begynder at heale sig ukorrekt. Gowasu antager, at Blacks dødelige krop forpurrer Zamasus uforgængelige krop. Son-Goku og Vejita fusionerer til Vejito med Shins Potara-øreringe, og Gowasu forklarer, at en Potara-fusion, der ikke inkluderer en øverste Kaio kun varer op til en time. Vejito antager super-saiyajin-blå form og kalder sig højlydt "Vejito Blå", hvorefter de går i kamp mod Zamasu, der ender med at vende kampens gang. Gowasu anser sin elev som en legemliggørelse af alt dét, som han selv hader, efter at Vejito får Zamasu til at gå amok. Samtidigt omgrupperer de overlevende med Bulma og Fremtids-Mai, som har fikset tidsmaskinen. Fremtids-Mai giver Fremtids-Trunks sit ødelagte sværd, hvilket ildner ham til at kæmpe videre, som han kanaliserer sin kræfter gennem det og skaber en energiklinge. Fremtids-Trunks ankommer tidsnok, som at Vejitos fusion ophører tidligt, da deres enorme energiniveau drænede tiden i den fusionerede form. Fremtids-Trunks begynder ubevidst at samle energi fra alt levende på jorden og kanaliserer en genkidama gennem sit sværd, hvilket gør det til et genkidamasværd. Han bruger sværdet til at skære Zamasu midtover. |             | |                    |                |
| 67 | 21          | "Med hjertet fuld af nyt håb. Farvel, Trunks" "Aratana kibō!! O mune ni – saraba Torankusu" (新たなHOPE!! を胸に さらばトランクス)                                                                    | 20. november 2016  | 11. juli 2025  |
| Den splittede Zamasu ytrer sin forbløffelse over at være besejret, som han går i opløsning, men sejren er kort, da Zamasu opgiver sin fysiske form og bliver ét med universet selv. Zamasu udsletter alle på jorden og spreder sig ud i tid og rum, og kun Son-Goku og kompagni forbliver tilbage. I søgen på en Senzu-bønne finder Son-Goku knappen, der hidkalder Zeno, og han bruger den til at fremmane Fremtids-Zeno. Som Son-Goku forklarer situationen, udsletter Zeno Zamasu fra fremtids-multiverset og genopretter Øverste Kaioerne i fortiden, mens Son-Goku og de andre undslipper med tidsmaskinen, som Zamasu ophører med at findes. Efter at været tage tilbage til nutiden, tager Son-Goku og Fremtids-Trunks tilbage til fremtiden for at hente Fremtids-Zeno med til nutiden. Son-Goku får så Shin til at tage ham og Fremtids-Zeno med til Zenos palads, så han kan blive den legekammerat, som Son-Goku lovede ham. Ypperstepræsten (大神官 Daishinkan) ytrer sin forbløffelse til sin søn Wisu. Senere foreslår Wisu for Fremtids-Trunks og -Mai, at de rejser til det punkt i deres tidslinje, hvor Zamasu blev en trussel, så Beerus kan udslette ham, selvom det ville skabe en ny tidslinje. Fremtids-Trunks og -Mai accepterer og drager mod fremtiden. |             | |                    |                |
| 68 | 22          | "Jeg hidkalder dig, Shenlong! Hvem får sit ønske opfyldt?" "Ideyo Shenlong! Kanaeru negai wa dare no mono!?" (いでよ神龍! 叶える願いは誰のもの!?)                                                     | 27. november 2016  | 11. juli 2025  |
| Bulma forsøger i al hemmelighed at bygge sin egent tidsmaskine uden held, da hun skal bruge en sjælden krystal fra jordens indre. Son-Goku samler Dragekuglerne for omsider at vække Mester Kaio til live igen. Beerus og Wisu ankommer kort efter til jorden, og Bulma tager dem med ud på en fiskerestaurant for at holde dem fra at finde ud af, hvad hun har gang i. Da Son-Goku hidkalder Shenlong, ankommer C-18, Kamesennin, Oolong, Trunks og Son-Goten og skændes om, hvem der skal have opfyldt et ønske. Skænderiet bliver værre efter at Son-Gohan bruger ét ønske på at gøre en syg Pan rask igen. Bulma ankommer og hjælper de andre med at opfylde deres ønsker, så hun selv kan ønske sig de krystaller, som hun har brug for. Bulma overbeviser Son-Goku om at rejse til jordens indre for at finde krystal i bytte for at han selv kan bruge ønsket, men Beerus blander sig og udsletter både krystallen og Bulmas tidsmaskine. Shenlong kan ikke holde sig kørende længere, og Dragekuglerne bliver spredt jorden over, og Son-Goku lover Mester Kaio at genoplive ham næste gang Dragekuglerne bliver aktive. |             | |                    |                |
| 69 | 23          | "Son-Goku mod Arale! Bliver deres mærkværdige kamp Jordens undergang?" "Gokū VS Arare! Hachamechabatoru de Chikyū ga owaru!?" (悟空VSアラレ! ハチャメチャバトルで地球が終わる!?)                      | 4. december 2016   | 11. juli 2025  |
| Vejita, Bulma og Trunks tager til en videnskabsprisuddeling som Mr. Satan afholder, og Son-Goku er blevet anset som sikkerhedsvagt. Dr. Senbei Norimaki fra Pinguin Village vinder prisen for sin Virkelighedsmaskine nr. 2, der kan fremmane en hvilken som helst genstand, man kunne tænke sig. Ceremonien bliver bliver afbrudt af spøgelset af Dr. Mashirito, Dr. Norimakis nemesis., der har brugt et kemikalie kaldet Legesyg-X til at forøge de hyperaktive tendenser hos Norimakis magtfulde robotdatter Arale Norimaki til et desktruktivt niveau. Vejita forsøger at stoppe Arale, men han bliver sendt flyvende bort på frund at hindes overvældende styrke og animationsfysik. Son-Goku genkender Arale fra da de mødtes i hans barndom, og han forvandler sig til super-saiyajin-blå, og de er lige stærke. Bulma frygter at de vil forårsage verdens undergang, så hun peger at kamera mod Virkelighedsmaskinen og beder alle tænke på den lækreste mad, som de kan forestille sig og skaber en spise der med det samme tiltrækker Beerus, der udsletter Dr. Mashirito, som han forstyrer Udsletterguden. Inden han kan gøre det samme med Arale, giver maden ham kraftig mavepine, så han skynder sig hjem med Wisu. Kort efter drager Dr. Norimaki og Arale hjem, og Son-Goku og Arale aftaler at de må slås igen en dag. |             | |                    |                |
| 70 | 24          | "En udfordring fra Shanpa! Denne gang en baseballkamp!" "Shanpa kara no chōsen-jō! Kondo wa yakyū de shōbuda!!" (シャンパからの挑戦状! 今度は野球で勝負だ!!)                                          | 11. december 2016  | 18. juli 2025  |
| 71 | 25          | "Son-Goku dør! Et lejemord der skal begås" "Gokū shisu! Zettai shikkō no ansatsu ninrai!" (悟空死す! 絶対執行の暗殺任頼)                                                                              | 18. december 2016  | 18. juli 2025  |
| 72 | 26          | "Vil han hævne sig?! Den usynlige drabsteknik!" "Hangeki naruka!? Mienai koroshi no waza!!" (反撃なるか!? 見えない殺しの技!!)                                                                         | 25. december 2016  | 18. juli 2025  |
| 73 | 27          | "Son-Gohans katastrofe! Den absurde Store Saiyaman-filmatisering!" "Gohan no sainan! Gurētosaiyaman masakano eiga ka!?" (悟飯の災難! グレートサイヤマンまさかの映画化!?)                              | 8. januar 2017     | 25. juli 2025  |
| 74 | 28          | "For mine kære! Den ukuelige Store Saiyaman!" "Aisuru mono no tame ni! Fukutsu no Gurēto Saiyaman!!" (愛するもののために! 不屈のグレートサイヤマン!!)                                                 | 15. januar 2017    | 25. juli 2025  |
| 75 | 29          | "Son-Goku og Kuririn. En tur til den gamle træningsplads" "Gokū to Kuririn – Natsukashi no shugyō no ba e" (悟空とクリリン 懐かしの修行の場へ)                                                        | 22. januar 2017    | 25. juli 2025  |
| 76 | 30          | "Overvind de frygtindgydende fjender! Kuririns kampånd vender tilbage!" "Kowa teki o uchiyabure! Kuririn no tōshi futatabi!" (恐敵を打ち破れ! クリリンの闘志ふたたび!)                                | 29. januar 2017    | 1. august 2025 |

### Sæson 5: Sagaen om Universernes Overlevelse (2017–18)
| Nr. i serie | Nr. i sæson | Dansk titel Japansk titel | Japansk visning    | Dansk visning |
| ----------- | ----------- | --- | ------------------ | ------------- |
| 77          | 1           | "Vi er klar, mægtige Zeno! Universenes bedste turnering!" "Yarou ze Zenō-sama! Uchū ichi Budō-kai!!" (やろうぜ全王様! 宇宙一武道会!!) | 5. februar 2017    | N/A           |
| 78          | 2           | "Zen uchū no kami-sama mo don hiki!? Maketara shōmetsu "Chikara no taikai"" (全宇宙の神様もドン引き!? 負けたら消滅「力の大会」)       | 12. februar 2017   |               |
| 79          | 3           | "Dai kyu uchū keri no Bajiru basasu Dai nana uchū Majinbū!!" (第9宇宙蹴りのバジルVS第7宇宙魔人ブウ!!)                                 | 19. februar 2017   |               |
| 80          | 4           | "Nemutta tōshi o yobisamase! Son Gohan no tatakai!!" (眠った闘志を呼び覚ませ! 孫悟飯の闘い!!)                                         | 26. februar 2017   |               |
| 81          | 5           | "Tsubushi no Berugamo VS Son Gokū! Aotenjō no tsuyosa wa dotchida! ?" (潰しのベルガモVS孫悟空! 青天井の強さはどっちだ!?)              | 5. marts 2017      |               |
| 82          | 6           | "Son Gokū yurusumaji! Seigi no senshi Toppo ran'nyū!!!" (孫悟空許すまじ! 正義の戦士トッポ乱入!!)                                      | 19. marts 2017     |               |
| 83          | 7           | "Dai-7 uchū daihyō chīmu o kessei seyo! Saikyō no 10-ri wa dareda?" (第7宇宙代表チームを結成せよ! 最強の10人は誰だ!?)                 | 26. marts 2017     |               |
| 84          | 8           | "Sukautoman Son Gokū – Kuririn to 18-gō o izanau" (スカウトマン孫悟空 クリリンと18号を誘う)                                           | 2. april 2017      |               |
| 85          | 9           | "Ugokidasu uchū – sorezore no omowaku" (動き出す宇宙 – それぞれの思惑)                                                                | 9. april 2017      |               |
| 86          | 10          | "Hajimete majiwaru kobushi! Jinzōningen Jūnana-gō VS Son Gokū!!" (初めて交わる拳! 人造人間17号VS孫悟空!!)                             | 16. april 2017     |               |
| 87          | 11          | "Mitsuryō-dan o kare! Gokū to Jūnana-gō no kyōtō!!" (密漁団を狩れ! 悟空と１７号の共闘!!)                                              | 23. april 2017     |               |
| 88          | 12          | "Gohan to Pikkoro Shitei gekitotsu no Genkai shugyō!" (悟飯とピッコロ 師弟激突の限界修業！)                                           | 30. april 2017     |               |
| 89          | 13          | "Arawareta nazo no bijo! Tien shin-ryū Dōjō no kai!?" (現れた謎の美女! 天津流道場の怪!?)                                              | 7. maj 2017        |               |
| 90          | 14          | "Koerubeki kabe o misuete! Gokū bāsasu Gohan" (超えるべき壁を見据えて! 悟空VS悟飯)                                                    | 14. maj 2017       |               |
| 91          | 15          | "Kachinokoru no wa dono Uchū da!? Zokuzoku to tsudou Saikyō no senshi-tachi!!" (勝ち残るのはどの宇宙だ!? 続々と集う最強の戦士たち!!)  | 21. maj 2017       |               |
| 92          | 16          | "Kinkyū jitai hassei! Sorowanai jū nin no menbā!!" (緊急事態発生! そろわない10人のメンバー!!)                                         | 28. maj 2017       |               |
| 93          | 17          | "Jū ninme no senshi wa omē da! Gokū Furīza no moto e!" (10人目の戦士はおめえだ! 悟空 フリーザのもとへ!!)                              | 4. juni 2017       |               |
| 94          | 18          | "Aku no Teiō fukkatsu! Demukaeru Nazo no Shikaku-tachi!?" (悪の帝王復活! 出迎える謎の刺客たち!?)                                      | 11. juni 2017      |               |
| 95          | 19          | "Saikyō! Saiaku! Furīza Ōabare!!" (最凶! 最悪! フリーザ大暴れ!!)                                                                      | 18. juni 2017      |               |
| 96          | 20          | "Toki wa kita! Uchū no Meiun o kake Mu no Kai e!!" (時はきた! 宇宙の命運をかけ無の界へ!!)                                             | 25. juni 2017      |               |
| 97          | 21          | "Ikinokore! Tsui ni kaimaku Chikara no Taikai!!" (生き残れ! ついに開幕「力の大会」!!)                                                 | 2. juli 2017       |               |
| 98          | 22          | "Ā mujou! Zetsubō suru Uchū!!" (あぁ無常! 絶望する宇宙!!)                                                                             | 9. juli 2017       |               |
| 99          | 23          | "Misetsukero! Kuririn no sokojikara!!" (見せつけろ! クリリンの底力!!)                                                                 | 16. juli 2017      |               |
| 100         | 24          | "Daibōsō! Mezame araburu Kyōsenshi!!" (大暴走! 目覚め荒ぶる狂戦士!!)                                                                  | 23. juli 2017      |               |
| 101         | 25          | "Semari kuru seigi no senshi! Puraido Torūpāsu!!" (迫りくる正義の戦士！プライド・トルーパス！！)                                      | 30. juli 2017      |               |
| 102         | 26          | "Ai no chikara ga dai bakuhatsu!? dai ni uchu majo-kko senshi!!" (愛の力が大爆発！？ 第２宇宙の魔女っ子戦士！！)                      | 6. august 2017     |               |
| 103         | 27          | "Gohan yo hijōnare! Dai ju uchu to no kessen!!" (悟飯よ非情なれ！第10宇宙との決戦!!)                                                  | 13. august 2017    |               |
| 104         | 28          | "Chōzetsu kōsoku batoru boppatsu! Gokū to hitto no kyōdō sensen!!" (超絶光速バトル勃発! 悟空とヒットの共同戦線!!)                     | 20. august 2017    |               |
| 105         | 29          | "Funsen! Mutenroshi inochi o Moyasu!!" (奮戦！ 武天老師命を燃やす！！)                                                                | 27. august 2017    |               |
| 106         | 30          | "Mikiwamero! Sugata naki atakkā to no shitō!!" (見極めろ！ 姿なきアタッカーとの死闘!!)                                                | 3. september 2017  |               |
| 107         | 31          | "Fukushū no Efu! Shikakerareta Kōkatsu na Wana!?" (復讐の「F」！ しかけられた狡猾な罠！？)                                            | 17. september 2017 |               |
| 108         | 32          | "Furīza to Furosuto! Majiwaru Akui!?" (フリーザとフロスト！交わる悪意！？)                                                            | 24. september 2017 |               |
| 109         | 33          | "Goku ni Semaru Saikyo no Teki! Ima Koso Hanate! Hisassu no Genki-Dama!!" (悟空に迫る最強の敵！今こそ放て！必殺の元気玉！！)          | 8. oktober 2017    |               |
| 110         | 34          | "Son Gokū kakusei! Mezameshi mono no aratanaru gokui!!" (孫悟空覚醒！目覚めし者の新たなる極意！！)                                    | 8. oktober 2017    |               |
| 111         | 35          | "I jigen no kyokuchi batoru! Hitto basasu Jiren!!" (異次元の極致バトル! ヒットVSジレン!!)                                             | 15. oktober 2017   |               |
| 112         | 36          | "Saiya-jin no chikai! Bejīta no kakugo!!" (サイヤ人の誓い！ ベジータの覚悟！！)                                                       | 22. oktober 2017   |               |
| 113         | 37          | "Kiki to Shite! Sentō-kyō Saiya-jin Batoru Futatabi!!" (嬉々として! 戦闘狂サイヤ人バトル再び!!)                                       | 29. oktober 2017   |               |
| 114         | 38          | "Kiki semaru! Aratana chō sen-shi no bakutan!!" (鬼気せまる! 新たな超戦士の爆誕!!)                                                    | 5. november 2017   |               |
| 115         | 39          | "Gokū vāsasu Kefura! Sūpāsaiya-jin Burū Yabureru!?" (悟空VSケフラ! 超サイヤ人ブルー敗れる!?)                                          | 12. november 2017  |               |
| 116         | 40          | "Gyakuten no kizashi! Migatte no gokui ga dai bakuhatsu!!" (逆転の兆し！ 身勝手の極意が大爆発！！)                                    | 19. november 2017  |               |
| 117         | 41          | "Ai no daikessen! Jinzōningen VS Dai ni uchū!!" (愛の大決戦！人造人間VS第２宇宙！！)                                                  | 26. november 2017  |               |
| 118         | 42          | "Kasokusuru Higeki Kieyuku Uchū..." (加速する悲劇消えゆく宇宙...)                                                                     | 3. december 2017   |               |
| 119         | 43          | "Kaihi funō!? Suterusu kōgeki no mōi!!" (回避不能!? ステルス攻撃の猛威!!)                                                             | 10. december 2017  |               |
| 120         | 44          | "Kanpeki naru Seizon Senryaku! Dai san Uchū Kyōi no Shikaku!!" (完璧なる生存戦略! 第３宇宙脅威の刺客!!)                               | 17. december 2017  |               |
| 121         | 45          | "Sōryokusen! Kyūkoku no Yontai Gattai VS Dai nana Uchū Sōkōgeki!!" (総力戦！究極の4体合体VS第7宇宙総攻撃！！)                         | 24. december 2017  |               |
| 122         | 46          | "Onore no Hokori wo Kakete! Bejīta Saikyō he no Chōsen!!" (己の誇りをかけて！ベジータ最強への挑戦！！)                                | 7. januar 2018     |               |
| 123         | 47          | "Zenshin Zenrei Zenryoku Kaihō! Gokū to Bejīta!!" (全身全霊全力解放！悟空とベジータ！！)                                              | 14. januar 2018    |               |
| 124         | 48          | "Shippū-Dotō no Mōshū! Gohan Haisui no Jin!!" (疾風怒涛の猛襲！悟飯背水の陣!!)                                                        | 21. januar 2018    |               |
| 125         | 49          | "Ifu-Dōdō! Hakaishin Toppo Kōrin!" (威風堂々! 破壊神トッポ降臨！！)                                                                   | 28. januar 2018    |               |
| 126         | 50          | "Kami wo mo Koero! Bejīta Sutemi no Ichigeki!!" (神をも超えろ！ベジータ捨て身の一撃！！)                                              | 4. februar 2018    |               |
| 127         | 51          | "Semari-kuru Shōheki! Kibō wo Takushita Saigo no Baria!!" (迫りくる障壁！希望を託した最後のバリア！！)                                | 11. februar 2018   |               |
| 128         | 52          | "Kedakai Hokori Saigo Made! Bejīta Chiru!!" (気高い誇り最後まで！ベジータ散る！！)                                                    | 18. februar 2018   |               |
| 129         | 53          | "Genkai Chōzetsu Toppa! Migatte no Gokui Kiwamaru!!" (限界超絶突破！身勝手の極意極まる！！)                                           | 4. marts 2018      |               |
| 130         | 54          | "Kūzenzetsugo no Chō Kessen! Kyūkyoku no Sabaibaru Batoru!!" (空前絶後の超決戦！究極のサバイバルバトル！！)                           | 18. marts 2018     |               |
| 131         | 55          | "Kiseki no ketchaku! Saraba Goku! Mataauhimade!!" (奇跡の決着! さらば悟空! また会う日まで!!)                                          | 25. marts 2018     |               |